# Historia Tybetu
Treść tego artykułu od 2023-04 może nie być zgodna z zasadami neutralnego punktu widzenia,
ponieważ występuje tu niedostateczny opis represji ze strony władz Chin względem społeczeństwa tybetańskiego.
Dokładniejsze informacje o tym, co należy poprawić, być może znajdują się w dyskusji tego artykułu.
 Po wyeliminowaniu niedoskonałości należy usunąć szablon {{Dopracować}} z tego artykułu.

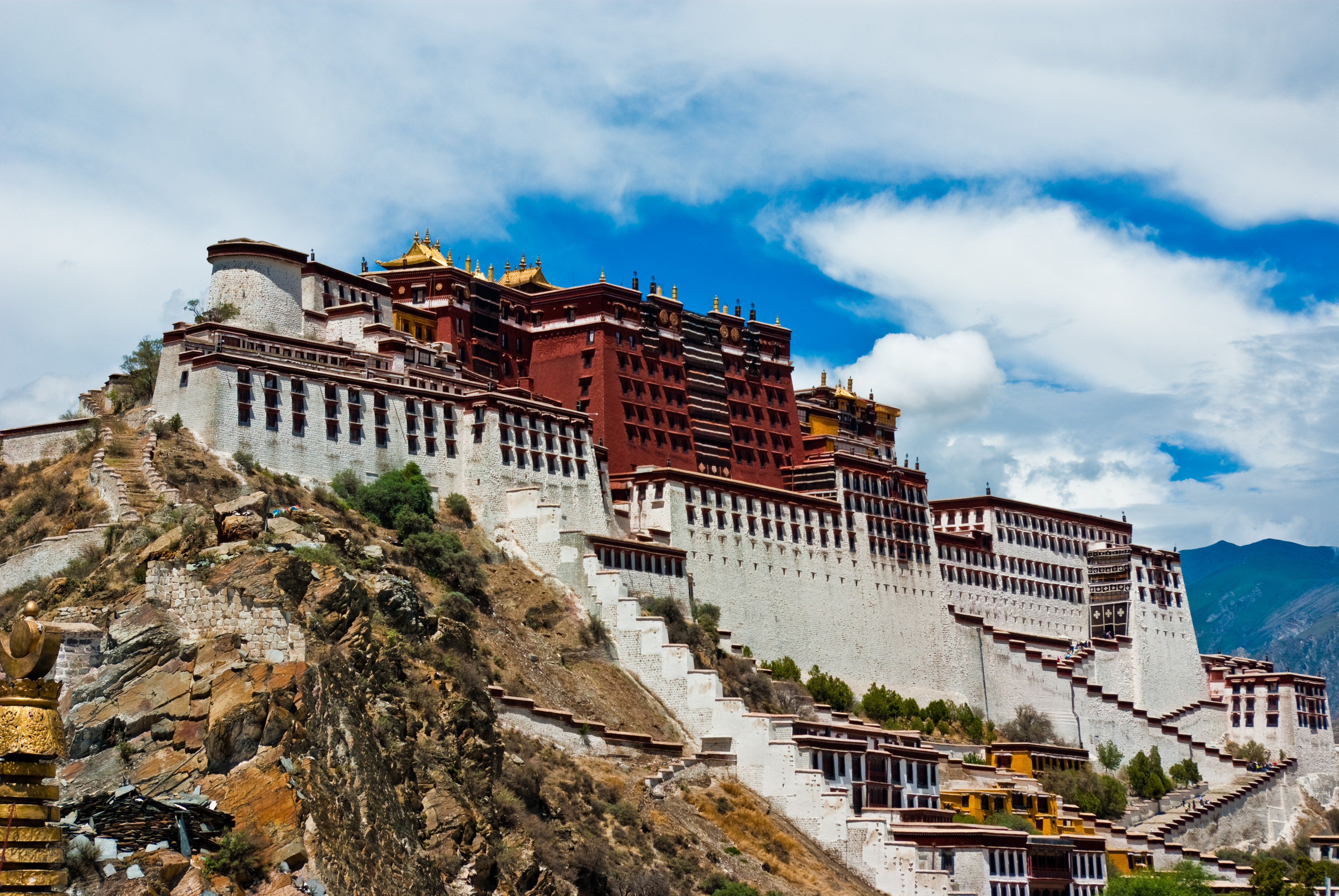
Pałac Potala w Lhasie, pochodzący z XVIII w., tradycyjna siedziba dalajlamów, od roku 1994 na liście światowego dziedzictwa UNESCO (zdj. z 2009)

Mapa Tybetu; ciemnopomarańczowym kolorem oznaczono przybliżone granice historycznego Tybetu

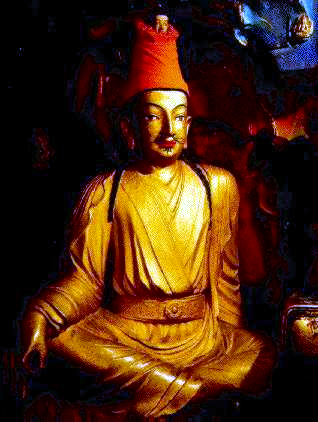
Songcen Gampo (605–649), założyciel imperium tybetańskiego i jedna z najwybitniejszych postaci historii Tybetu

Historia Tybetu jest ściśle związana z historią buddyzmu oraz częstymi kontaktami mieszkańców tego regionu z Mongolią i Chinami. Dawne dzieje Tybetu nie są w pełni znane. Powodem jest brak dostępu do źródeł pisanych z tych czasów oraz fakt, że kronikarze tybetańscy mieli zwyczaj mieszać legendy z faktami.
Do tradycyjnych dziejów Tybetu zalicza się półmityczną opowieść o pierwszych królach, którzy zstąpili z nieba. Początkowo rezydowali oni w twierdzy Jumbulagang (tę Tybetańczycy nazywają Jarlung – dlatego też pierwszą dynastię określa się jako dynastię z Jarlungu) nad Brahmaputrą (ob. prefektura Shannan). Za pierwszego historycznego króla uznaje się Songcena Gampo (610–649). Za jego rządów w Tybecie pojawił się buddyzm, niemniej stał się on dominującą religią dopiero 150 lat później – za panowania Trisonga Decena (755–ok. 800) i Ralpaczena (ok. 815–838). W drugiej połowie VII i w całym VIII wieku państwo tybetańskie osiągnęło swój największy terytorialny zasięg oraz największe znaczenie polityczne. Od połowy IX wieku oraz przez kolejne 400 lat, władza centralna w Lhasie była znacznie osłabiona, a na terenie kraju znajdowało się raz mniej, raz więcej silnych i samodzielnych organizmów państwowych. W XIII wieku Tybet był pod znacznym wpływem imperium mongolskiego, co zbiegło się w czasie z umocnieniem wpływów szkoły sakja. Od XVI wieku z kolei do głosu doszła szkoła gelug i jej najwyżsi inkarnowani lamowie – dalajlamowie, którzy – począwszy od V Dalajlamy (Ngałang Lobsang Gjaco (1617–1682)) – stali się także świeckimi władcami Tybetu.
W XVIII wieku Tybet został na krótko zajęty przez Ojratów (przyszłych Dżungarów), a potem przez Mandżurów, którzy wprawdzie pozostawili Tybetowi autonomię, lecz w Lhasie ustanowili swoich urzędników (ambanów). Ci przetrwali aż do upadku dynastii mandżurskiej (Qing) w 1911 r. Izolację Tybetu przerwała tzw. ekspedycja Younghusbanda (1903–1904), która doprowadziła do zawarcia stosunków dwustronnych między Tybetem a Imperium brytyjskim. Upadek dynastii Qing w praktyce oznaczał dla Tybetu odzyskanie niepodległości, która zakończyła się w 1950 r. wraz z inwazją armii Chińskiej Republiki Ludowej i włączeniem Tybetu do Chin. Obecnie w ramach ChRL istnieje Tybetański Region Autonomiczny, który jednak zajmuje zaledwie ok. połowy historycznego obszaru Tybetu. Władze emigracyjne Tybetu rezydują w indyjskim mieście Dharamsala (stan Himachal Pradesh), a ich głównym przedstawicielem jest XIV Dalajlama, Tenzin Gjaco.

## Początki
Ponieważ praktycznie nie istnieją żadne świadectwa dotyczące najstarszej historii Tybetu, a najwcześniejsze dokumenty pisane datuje się na VII w. n.e., czyli czasy króla Songcena Gampo, bardzo trudno odtworzyć początki tybetańskiej państwowości. Postaci i wydarzenia sprzed VII wieku są umieszczone w kronikach z lat późniejszych, wielokrotnie współwystępujące z mitycznymi postaciami. Współcześni badacze często różnią się w poglądach, które wydarzenia i postaci są rzeczywiście historyczne, a które z całą pewnością należy zaliczyć do legend.
Niektóre tybetańskie źródła mówią o czterech lub sześciu – ewentualnie o innej liczbie – plemionach, które niegdyś zamieszkiwały Wyżynę Tybetańską. Według podania, członkowie tych plemion byli potomkami małp, narodzonych ze związku samca małpy z Rakszasi – demonem skalnym (rodzaju żeńskiego). Najszlachetniejszymi z plemion miały być Se, Dong, Tong i Mu. Plemiona wiodły między sobą nieustanne kłótnie, w wyniku których powstało aż 40 królestw, o których jednak praktycznie nic nie wiadomo. Dużo później miały one zjednoczyć się w tzw. cztery wielkie kultury.
O innych plemionach również wiadomo niewiele – nie można nawet w przybliżeniu określić czasu ich istnienia. Ludzie zasiedlili Tybet co najmniej 21 tysięcy lat temu. Ta populacja została w znacznym stopniu zastąpiona ok. 1000 lat p.n.e. przez neolitycznych przybyszy z północnych Chin. Jednak za pomocą badań genetycznych można wykazać ciągłość między osadnikami z paleolitu a dzisiejszymi Tybetańczykami.
W Tybecie znajduje się kilka megalitów, pochodzących sprzed 4 tysięcy lat, które mogły być używane jako ośrodki kultu. Nie wiadomo jednak, czy były one zbudowane przez starożytnych Tybetańczyków. Trwalsze osadnictwo rozpoczęło się w Tybecie prawdopodobnie na początku naszej ery.

## Pierwsi królowie (do VI w. n.e.)

Niatri Cenpo, według legendy pierwszy król Tybetu

### Siedmiu niebiańskich królów
Według tybetańskiej legendy, od początku świata aż do VI wieku na tronie Tybetu zasiadło 27 królów. Pierwszy z nich, Niatri Tenpo, miał zstąpić z nieba po linie zwanej dmu (symbolizującej oś świata – axis mundi). Podobnie czyniło też następnych sześciu królów. Gdy syn każdego z nich osiągnął dorosłość, każdy z królów wznosił się na tej linie do niebios, a syn zajmował jego miejsce. Jednak ósmy król, Drigum Cenpo, wdał się w kłótnie klanowe i podczas pojedynku ze swoim sługą Longamem lina została przecięta, a król zmarł. Od tej pory królowie umierali jak zwykli ludzie i w ten sposób skończył się złoty wiek Tybetu.
Według tradycji to właśnie król Niatri Cenpo zbudował twierdzę Jumbulagang nad Brahmaputrą, która na następne stulecia stała się siedzibą królów Tybetu. Przypisuje się mu zjednoczenie plemion tybetańskich. Nie ustalono jednak żadnych dat dotyczących jego życia i panowania, choć przyjmuje się III wiek p.n.e. lub przełom V i IV wieku p.n.e.

### Dalsi królowie

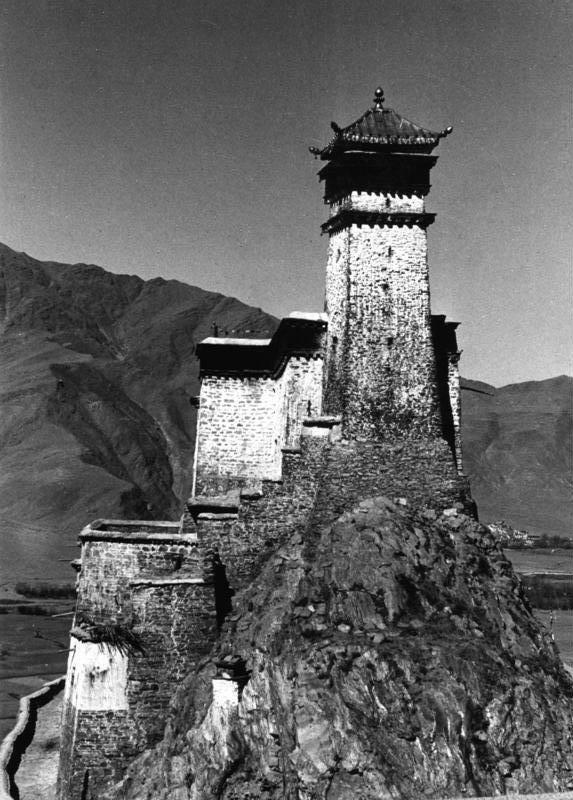
Jumbulagang, tradycyjna siedziba królów Tybetu (1939)

Pierwszym historycznie udowodnionym władcą Tybetu był Drigum Cenpo (pocz. II w. p.n.e.). Jego grób jest oznaczony jako grób pierwszego króla, a według tradycji znajduje się w prefekturze Nyingchi (nad Brahmaputrą, graniczy z Arunachal Pradesh). Król ten miał być ósmym królem Tybetu i pierwszym śmiertelnym królem. Po jego śmierci tron chciał objąć jego zabójca – Longam, ale władza przypadła prawowitemu pretendentowi – synowi Driguma Cenpo, Czathi.
Okres rządów tych dwóch królów charakteryzuje się wielkim postępem technologicznym i zmianami społeczno-politycznymi. Po nich rządziło „sześciu królów leg” (tzn. „dobrych”), „ośmiu królów de” (tzn. „skarb”) i „pięciu królów can” (tzn. „silnych”). Tych 19 władców panowało prawdopodobnie między I a V wiekiem. W tym czasie Tybetańczycy udoskonalili rolnictwo, zbudowali potężne twierdze na przełęczach, a ich kultura stawała się coraz bardziej różnorodna. O nich samych wiadomo jednak niewiele, często tylko ich imiona, ewentualnie imiona ich żon i dzieci.
Według tradycji 28. królem Tybetu był Thothori Niantsen. Podczas jego panowania Tybet wszedł w pierwsze kontakty z buddyzmem. Tradycja buddyjska mówi, że gdy król przebywał w Jumbulagang, otrzymał kosz z tekstami buddyjskimi, napisanymi w sanskrycie. Pomimo tego, że władca nie znał sanskrytu, powiedział swoim ministrom, że teksty zostały zesłane z nieba. Dopiero po jego śmierci oraz po upływie panowania trzech następnych królów król Tybetu przeczytał teksty ze zrozumieniem. Po Thothori Niantsenie władzę obejmowali: jego syn Trinjen Zungtsen, potem Drongnjen Deu, Tagbu Niasig i Namri Lontsen. Temu ostatniemu udało się zjednoczyć skłócone plemiona tybetańskie i ustanowić nad nimi jedną władzę. Nie udało mu się jednak pokonać wewnętrznej opozycji, o czym świadczy fakt, że został otruty przez własnych dworzan. Już w tamtym okresie prawdopodobnie dochodziło do pierwszych kontaktów między Tybetem a Chinami. Namri Lontsen był znaczącą postacią tybetańskiej historii, mimo że nie udały mu się próby stworzenia imperium. Tym, kto tego dokonał, był jego syn i następca, jedna z największych postaci w dziejach Tybetu, Songcen Gampo.

## Imperium tybetańskie

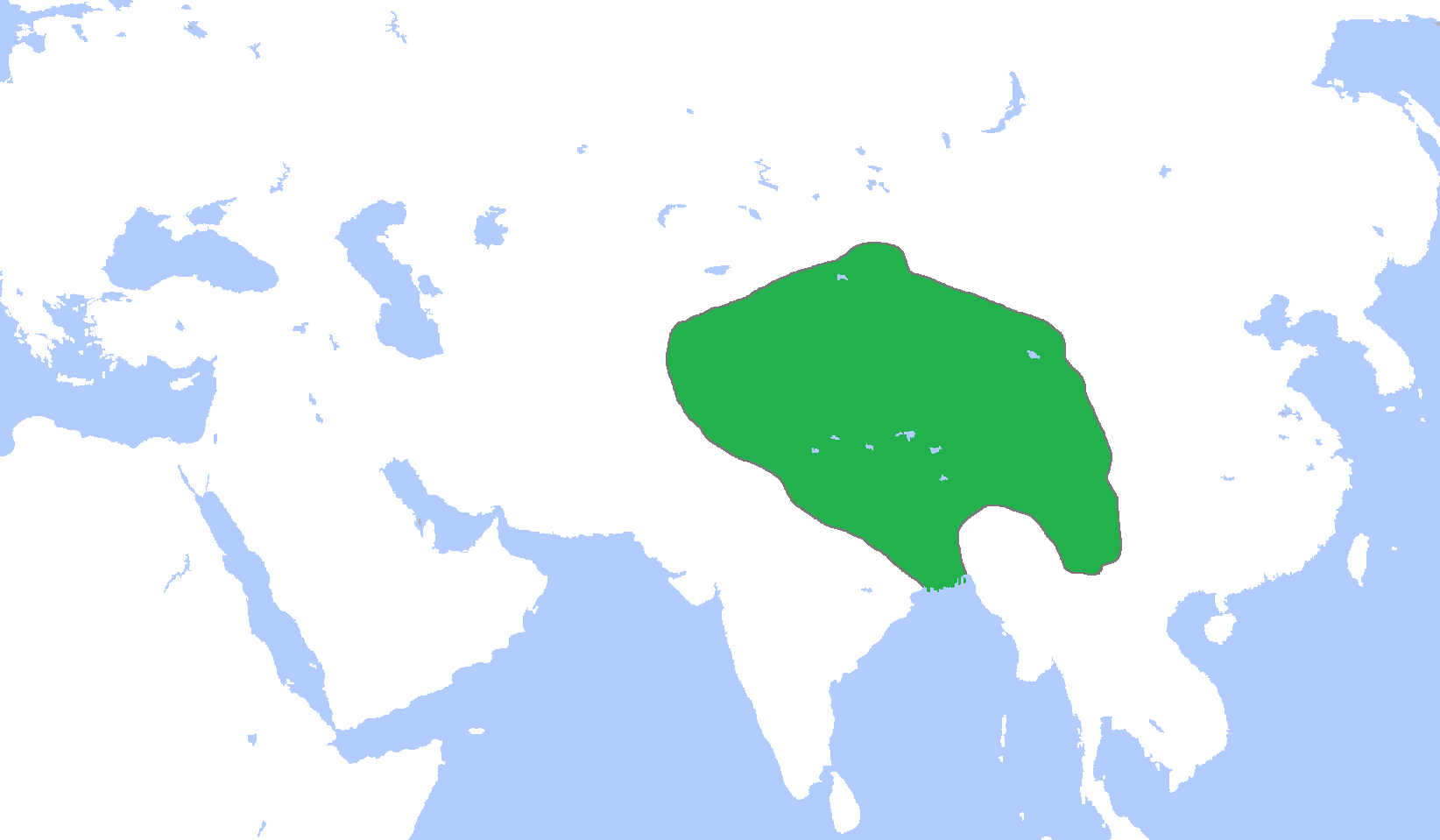
Imperium tybetańskie – największy zasięg ok. r. 800

Początki potęgi Tybetu związane są z zamkiem Tagcé (obecnie pn. część prefektury Shannan). Tam, według Starej Kroniki Tybetańskiej, grupa żołnierzy przekonała króla Tagbu Niasiga, aby zbuntował się przeciw Gudri Singpodże, który był wasalem państwa Żangżung. Państwo to było położone w północno-zachodniej części Wyżyny Tybetańskiej i to właśnie ono panowało nad tą wyżyną, zanim Tybet osiągnął swój rozkwit. Było też ośrodkiem religii bön, która panowała w Tybecie przed buddyzmem. Bunt się udał. Od tej pory coraz silniejszą pozycję zaczął zajmować klan Namri Lontsena. Przejął on kontrolę nad obszarem w okolicach dzisiejszej Lhasy, ale został zamordowany ok. roku 618. Namri Lontsen wysłał dwóch ambasadorów do Chin (dynastia Tang) w 608 i 609, zaznaczając obecność Tybetu na arenie międzynarodowej. Po zamordowaniu go władzę przejął jego syn – Songcen Gampo.

### Songcen Gampo (ok. 618–ok. 650)

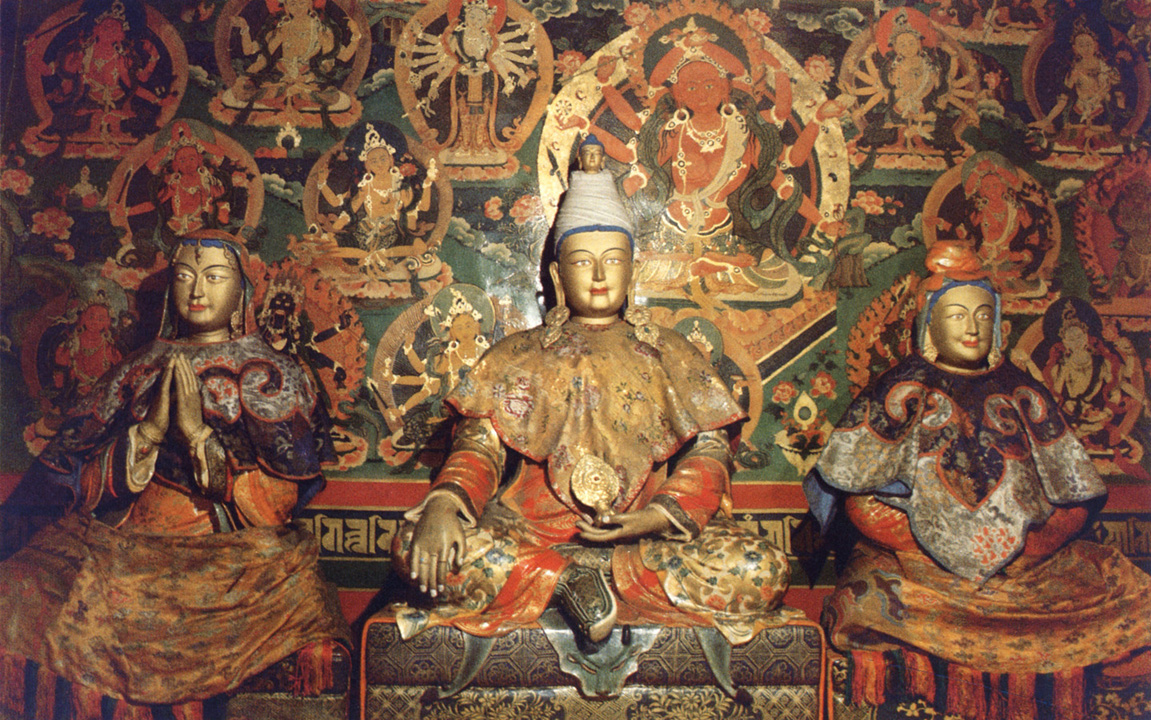
Songcen Gampo z żonami Wencheng i Bhrikuti

Dokładne daty życia Songcena Gampo nie są znane, ale historycy są zgodni, że zaczął rządzić na początku VII wieku. Najpewniejsza jest data 618 roku. Po zdławieniu niewielkiego powstania, które wybuchło po otruciu jego ojca, Songcen Gampo konsekwentnie jednoczył prowincje nad Brahmaputrą (tyb. Jarlung) i w ten sposób stworzył pierwszy stabilny organizm państwowy na ziemi tybetańskiej. Król był autorem wielu reform. Podzielił społeczeństwo na trzy kasty: wojsko, kastę służebną i rolników oraz wprowadził nowe zasady podziału gruntów.
W 634 Songcen Gampo pokonał królestwo Tuyuhun (na terenie obecnej prowincji Qinghai). Królestwo to leżało na ważnych dla Chin szlakach handlowych, dlatego również Chinom zależało na pokonaniu Tuyuhun. Z tego powodu cesarz Tang Taizong wysłał poselstwo do króla Tybetu. Zażądał przy tej okazji ręki cesarskiej córki – księżniczki chińskiej Wencheng, ale żądanie zostało odrzucone. Dopiero po dwóch latach zostało przyjęte – ale po pokazie siły, jaki Tybet zaprezentował Chinom w kampanii w latach 635–636. Księżniczka przybyła do Songcena Gampo w 641. Tradycyjnie ją właśnie uznaje się za osobę, która wprowadziła buddyzm do Tybetu. Drugą buddyjską żoną władcy była księżniczka nepalska Bhrikuti, córka króla Amshuvarmy. Obie z nich według tradycji przywiozły do Tybetu rzeźby Buddy, dla których w Lhasie zbudowano świątynie Dżokhang i Ramocze. Pod wpływem żon, król przyjął buddyzm, odrzucając bön – do tego momentu najpopularniejszą religię Tybetu. W ten sposób miało wypełnić się proroctwo jego poprzednika sprzed pięciu pokoleń – Thothori Niantsena. Buddyzm radykalnie wpłynął na dalszy kierunek rozwoju i ogólny charakter kultury tybetańskiej. Songcen Gampo wysłał na studia do Indii grupę mnichów pod przewodnictwem Thonmi Sambhota, który po powrocie do Tybetu stworzył podstawy pisma tybetańskiego.

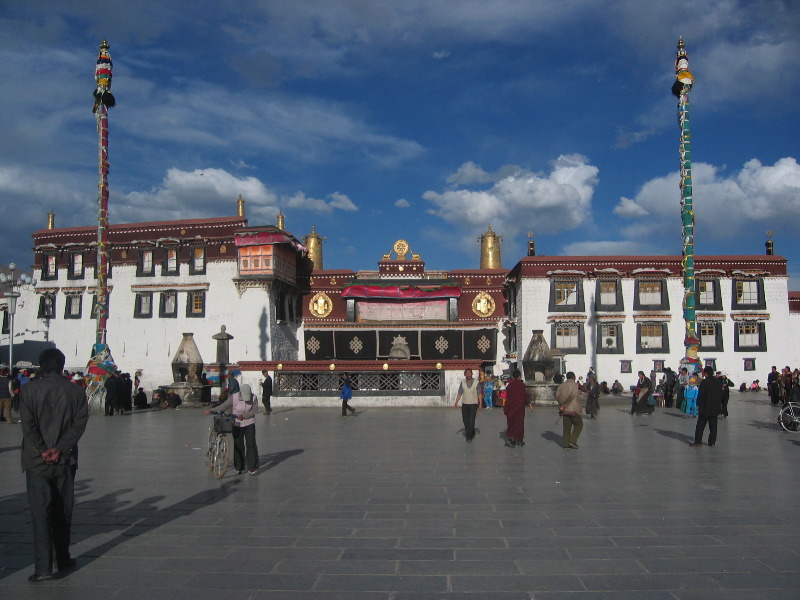
Świątynia Dżokhang, zbudowana dla posążka Buddy, przywiezionego przez księżniczkę Wencheng

Siostra Songcena Gampo, Semakar, wyszła za mąż za Ligmjirdże, króla Żangżungu. Gdy król odmówił skonsumowania małżeństwa, Semakar, razem ze swoim bratem, pokonała go i w 645 Żangżung został włączony do Tybetu.
Songcen Gampo przeniósł siedzibę władców tybetańskich do Lhasy. Tam król postawił tzw. Biały Pałac – w jego pobliżu w XVII wieku zbudowano pałac Potala. Budował też wiele świątyń buddyjskich, dbał o szerzenie tej religii w kraju i za granicą. Podejmował wyprawy wojenne przeciw Indiom, i przeciw Chinom. W rządzeniu i rozszerzaniu powierzchni imperium pomagał mu minister Gar Songcen, który sam był założycielem dynastii ministrów królewskich.
Songcen Gampo utrzymywał stosunki dyplomatyczne z sąsiadami – Kaszmirem, Ladakhiem, Nepalem, i Chinami. Na prośby króla do Tybetu przybywali chińscy uczeni, którzy przynosili ze sobą zaawansowane umiejętności nawadniania ziemi, czy też wyrobu piwa, przywieźli też do Tybetu np. jedwab i atrament. W 641 król oddał swój tron jedynemu synowi Gungsongowi Gungcenowi, który jednak wkrótce umarł, a Songcen Gampo znów objął rządy. Po jego śmierci ok. r. 650 najpierw rządził jako regent minister Gar Songcen, a potem wnuk króla, Mangsong Mantsen. Minister umarł w 667.

### Mangsong Mantsen (ok. 650–677), Tridu Songcen (677–704), Mesagtsom (704–755)
Panowanie Mangsonga Mantsena było naznaczone walkami z Chinami (dynastia Tang). Wojska Tybetu podbiły Tuyuhun i podejmowały wyprawy na ziemie Tangów. W 670 weszły do Turkiestanu i zdobyły cztery twierdze: (Hoten, Kuczę, Kaszgar i Karaszar), w praktyce przejmując władzę nad tym regionem. Chińczycy odpowiedzieli wysłaniem stutysięcznej armii, ale we wszystkich bitwach poniosła ona porażkę. Dopiero w latach 692–694 Chińczykom udało się odzyskać te cztery twierdze.
Mangsong Mantsen umarł w 677. Urodził się też wtedy jego syn – Tridu Songcen – który od razu wstąpił na tron. Regencję sprawowała żona Mangsong Mantsena, królowa Trimalo. Mimo śmierci króla, wyprawy przeciw Chinom były kontynuowane. Były one wtedy atakowane przez Arabów, którzy wówczas stali się sojusznikiem Tybetu.
Król Tridu Songcen panował w cieniu swojej potężnej matki Trimalo oraz wpływowego rodu Gar (z którego wywodził się już nieżyjący minister króla Songcena Gampo, Gar Songcen). W 685 minister Gar Tenjedombu umarł, a na jego miejsce został mianowany jego brat, Gar Tridringtsendro. W 692 Tybetańczycy utracili Turkiestan na rzecz Chin. Z kolei w 696 pokonał ich i poprosił o pokój. W 698 jednak król Tridu Songcen zaprosił klan Gar (ponad 2 tys. ludzi) na polowanie i wymordował wszystkich. Wtedy minister popełnił samobójstwo, a jego oddziały przeszły na stronę Chińczyków. Był to koniec rządów klanu Gar.
Od roku 700 aż do swej śmierci Tridu Songcen prowadził kampanię na północnym wschodzie i był nieobecny w centralnym Tybecie. W jego imieniu administrowała jego matka, Trimalo. W 702 Chiny i Tybet zawarły pokój. Pod koniec tego roku rząd zakończył organizację rejonu północno-wschodniego, zamieszkanego przez lud Sumpa, podbitego 75 lat wcześniej przez Songcena Gampo.
W 703, latem, Tridu Songcen przebywał w rejonie Ling nad rzeką Jangcy, przygotowując się do inwazji na kraj Jang (dziś na pograniczu Syczuanu i Junnanu). W 704 krótko przebywał w rejonie Madrom nad Huang He. Następnie zaatakował kraj Mywa (prawdopodobnie lud Miao z południowo-wschodnich Chin), ale umarł w trakcie kampanii.
W 704 urodził się syn Tridu Songcena – Gjaltsugru – znany w historii pod swoim przydomkiem Mesagtsom („Stary Włochacz”). Regencję znów objęła królowa-matka, Trimalo. W następnym roku starszy syn Tridu Songcena, Lha Balpo, szykował się do objęcia tronu zamiast jednorocznego brata, ale Trimalo zmusiła go do rezygnacji.
Trimalo zaangażowała małżeństwo Mesagtsoma z księżniczką chińską Jincheng. Księżniczka przybyła do Tybetu w 710, ale nie jest jasne, czy poślubiła siedmioletniego króla, czy odsuniętego od tronu Lha Balpo. Mesagtsom poślubił na pewno jedną kobietę z ludu Jang i inną z ludu Nanam. Został oficjalnie koronowany pod imieniem Tride Tsuktsen w 712, gdy umarła królowa-babka Trimalo.
W latach 710–712 coraz bardziej rosło znaczenie Kalifatu Arabskiego i Turkutów. Tybetańczycy byli sprzymierzeńcami obu tych organizmów przeciw Chińczykom. Walczyli z Chińczykami od ok. r. 725. Początkowo Tybetańczycy odnosili zwycięstwa (z Turkutami u boku), ale potem zaczęli przegrywać. Okazją do zawarcia pokoju było zwycięstwo Tybetu w 730 i rebelia w południowych Chinach.
W 734 księżniczka tybetańska Dronmalon wyszła za kagana Turkutów. Chińczycy sprzymierzyli się zaś z Arabami, aby zaatakować Turkutów. Po zwycięstwie i zawarciu pokoju, Chińczycy skierowali się z kolei na Tybetańczyków. Ci ostatni ponieśli kilka porażek na wschodzie, mimo wzmocnienia się na zachodzie. Imperium Turkutów upadło wskutek niepokojów wewnętrznych. W 737 Tybet zaatakował miasto Gilgit w górach Karakorum (dziś północny Pakistan). Jego król poprosił Chińczyków o pomoc, ale ostatecznie i tak został zmuszony do płacenia Tybetańczykom trybutu. W 747 Tybet został zaatakowany przez chińskiego generała, Gao Xianzhiego, który chciał przywrócić bezpośrednie połączenie komunikacyjne między Azją Środkową a Kaszmirem.
W 750 Tybetańczycy stracili prawie wszystkie posiadłości w Azji Środkowej na rzecz Chińczyków; w 753 nawet Gilgit wpadł w ręce Chin. Po klęsce generała Gao Ksianzhiego w wielkiej bitwie z Arabami i Karłukami nad rzeką Tałas (751) wpływy Chin zaczęły maleć, a Tybetu rosnąć, który w tym czasie podbił spore obszary północnych Indii.
W 755 Mesagtsom został zabity przez swoich ministrów – Langa i Bala. Następnie ministrowie wzniecili rebelię przeciw księciu Song Decenowi, w wyniku której zginęli, a ich majątki zostały skonfiskowane.

### Trisong Decen (756–797)
W 756 roku, po jednorocznym bezkrólewiu, książę Song Decen osiągnął wiek uprawniający go do przejęcia samodzielnej władzy (13 lat według tradycji tybetańskiej) i został ukoronowany pod imieniem Trisong Decen (756–797). W jego osobie na tronie Tybetu zasiadł kolejny wielki król. Jest on wspominany przez teksty buddyjskie jako zdecydowany zwolennik i propagator nauki Buddy – mówi się o nim jako o królu nauki („dharmaradża”) i emanacji Manjushri, bodhisattwy mądrości. Na jego zaproszenie przybył do Tybetu indyjski uczony – pandit Śāntarakṣita – który miał za zadanie propagować tam buddyzm. Z jego obecności jednak nie byli zadowoleni liczni ministrowie, a cały szereg niefortunnych zdarzeń towarzyszących Śāntarakṣicie był interpretowany jako przejaw złości bóstw tybetańskich (tzn. bóstw religii bön). Z tego powodu uczony wkrótce wyjechał z Tybetu, ale przed odjazdem poradził królowi, aby wezwał do Tybetu wielkiego hinduskiego guru i adepta tantry, Padmasambhavę (zwanego też Guru Rinpocze).
Padmasambhava pochodził z legendarnej krainy Oddiyana, której położenie nie jest do końca ustalone (lokalizuje się ją w północnym Pakistanie u podnóża Karakorum lub w indyjskim stanie Orisa). W krajach, gdzie rozpowszechniona jest tybetańska odmiana buddyzmu, można spotkać wiele miejscowości, które z większą lub mniejszą wiarygodnością utrzymują, że są jakoś powiązane z Padmasambhavą. Tradycja utrzymuje, że gdy guru przybył do Tybetu, pokonał złe demony (tzn. bóstwa religii bön), a potem mógł zająć się szerzeniem dharmy. Jego uczniem został też król Trisong Decen. Gdy Padmasambhava odniósł w Tybecie sukces, dołączył do niego Śāntarakṣita. Do dziś Padmasambhavie przypisuje się założenie najstarszego tybetańskiego klasztoru Samje (na południe od Lhasy) i stworzenie ningma – jednej z czterech głównych tradycji buddyzmu tybetańskiego.

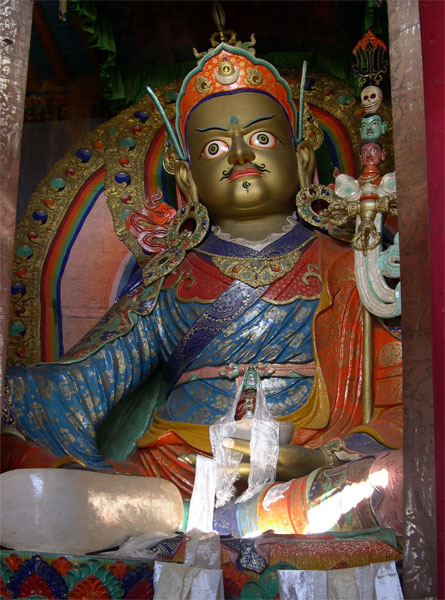
Posąg Padmasambhawy w klasztorze Hemis w Ladakhu

Początkowo buddyzm miał w Tybecie problemy z akceptacją u ludności. Okazało się jednak, że taka forma, jaką propagował Padmasambhava, zdobyła szybko poparcie. Według tradycji guru był mistrzem zaawansowanej magii, a lud został oczarowany praktykami tantry, która obejmuje szeroki wachlarz rytuałów, modlitw, mantr, zaklęć magicznych itp. Za panowania Trisonga Decena doszło prawdopodobnie do pierwszego tybetańskiego kongresu buddyjskiego, który czasem nazywa się lhaskim (choć nie odbył się w Lhasie). Głównym tematem debaty było pytanie, do jakiej formy buddyzmu miałby się skłonić Tybet: do chińskiej – nagłego przebudzenia (chan) czy też hinduskiej – powolnego budzenia się (mahajana). Rezultatem debaty było przyjęcie formy hinduskiej. Według czeskiego badacza Karela Wernera przebieg debaty był w dużym stopniu upolityczniony, gdyż wraz z rezygnacją z chińskiej formy buddyzmu osłabiły się wpływy Chin w Tybecie; poza tym w przyszłości infiltracja kraju przez buddyjskich mnichów z Chin mogłaby okazać się niebezpieczna. Podczas kongresu przełożono na język tybetański wiele tekstów buddyjskich.
Za panowania Trisonga Decena imperium tybetańskie osiągnęło szczyt potęgi politycznej i rozwoju terytorialnego. Na zachodzie sięgało do Amu-darii, choć nie obejmowało Kotliny Kaszgarskiej. Sam kalif Harun ar-Raszid zauważył szybko rosnącą potęgę państwa i w zamiarze zatrzymania rozwoju Tybetu sprzymierzył się z Chinami. Stosunki chińsko-tybetańskie w VIII wieku upłynęły natomiast na negocjacjach i wyprawach wojennych. W 755 Chiny zostały znacznie osłabione rebelią An Lushana, która trwała do 763. Ze względu na nią Chińczycy celowo przedłużali negocjacje; wiedzieli też o wewnętrznych problemach Tybetu, które stopniowo osłabiały to państwo. Chodziło głównie o bunty narodów podbitych przez Tybet, intrygi szlachty i walki o tron królestwa. W 763 armia Trisonga Decena zdobyła chińską stolicę Chang’an (ob. Xi’an w prowincji Shaanxi), instalując na tronie chińskim marionetkowego władcę (cesarz Daizong przebywał w Luoyang). Królestwo Nanzhao (dzisiejszy Junnan) pozostawało pod kontrolą Tybetu w latach 750–794, gdy mieszkańcy Nanzhao pomogli Chińczykom pokonać Tybetańczyków. Do klęski Tybetańczyków przyczynili się częściowo Ujgurzy, którzy – jako sojusznicy Chin – stale atakowali (i często z sukcesami) północne granice Tybetu. W 783 podpisano porozumienie pokojowe, którego częścią było postanowienie o wytyczeniu granicy między Chinami a Tybetem. Spory trwały jednak do 821, gdy zawarto traktat chińsko-tybetański (za rządów króla Ralpaczena).
Ostatnie badania wskazują na obecność chrześcijaństwa w Tybecie w VI i VII wieku. Silna społeczność chrześcijańska istniała w VIII wieku – w 782 patriarcha nestoriańskiego Kościoła Wschodu Tymoteusz określa Tybetańczyków jako jedną z najważniejszych społeczności Kościoła wschodniego, a ok. 795 pisze o potrzebie mianowania kolejnego biskupa.

### Muné Cenpo (797–799) i Sadnalegs (799–815)
W 797 Trisong Decen abdykował i przekazał władzę starszemu synowi, Muné Cenpo. Nowy król usiłował przeprowadzić reformę społeczną opartą na redystrybucji ziemi, aby przynajmniej częściowo zmniejszyć przepaść między bogatymi a biednymi. Nie udało mu się to, mimo że próbował jeszcze dwa razy. Po około półtora roku rządów został otruty. Następnym w linii sukcesji był młodszy brat Mutik Cenpo, jednakże został on zesłany na banicję pod granicę z Bhutanem za morderstwo jednego z ministrów. Następnym władcą został zatem najmłodszy brat Cenpo, Tride Songcen, który w kronikach tybetańskich występuje pod imieniem Sadnalegs.
Sadnalegs toczył boje z Arabami (zarówno na niwie politycznej, jak i militarnej) przy zachodnich granicach państwa. Tybetańska armia doszła aż do Samarkandy i Kabulu. Jednak Arabowie zaczęli zdobywać przewagę i nakłonili tybetańskiego gubernatora Kabulu, aby przeszedł na islam (ok. r. 815). Następnie uderzyli na Kaszmir, ale tu zostali odparci przez Tybetańczyków. W międzyczasie północne granice Tybetu atakowali Ujgurowie.

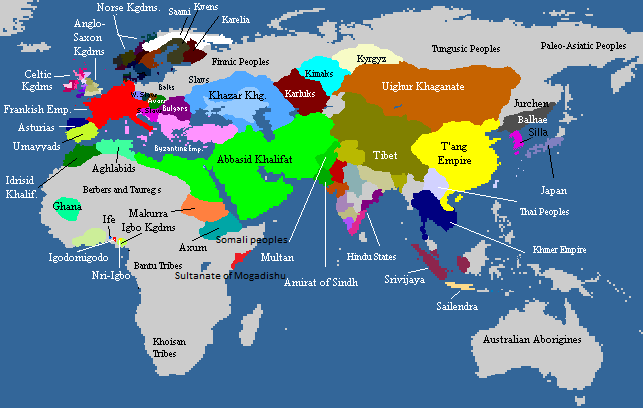
Imperium tybetańskie w 820 na tle innych ówczesnych światowych potęg

### Ralpaczen (815–836) i Langdarma (836–843)
Po śmierci Sadnalegsa ok. 815 na tron wstąpił jego syn, Ralpaczen (ok. 815–836), który wraz z poprzednimi królami – Songcenem Gampo i Trisongiem Decenem – zaliczany jest w poczet tzw. królów dharmy, czyli tych, którzy znacznie przysłużyli się rozpropagowaniu dharmy (nauk Buddy). Król Ralpaczen niedługo po objęciu władzy sprowadził do Tybetu wielu hinduskich uczonych – m.in. Śilendrabodhiego, Danaśila, Djinamitra – którzy mieli pomagać w przekładzie tekstów buddyjskich na język tybetański. Uczeni, we współpracy z najlepszymi tybetańskimi tłumaczami Kawa Palcege i Chede Lu Gjalcchenem, opracowali pierwszy słownik sanskrycko-tybetański, zwany Mahavjutpatti. Wybitnym osiągnięciem Ralpaczena było podpisanie traktatu z Chinami (821), którego tekst został wyryty na trzech kamiennych stelach: jedna została umieszczona przed świątynią Dżokhang, druga – w Chang’an, trzecia – na granicy obu państw. Stela z Lhasy zachowała się do dziś. Głównymi postanowieniami traktatu była deklaracja przyjaźni między oboma krajami oraz potwierdzenie umowy granicznej z 783. Pokój przetrwał 20 lat. Pełny tekst traktatu z niezwykle obrazowymi opisami relacji między królem Tybetu a cesarzem Chin można znaleźć tu: 

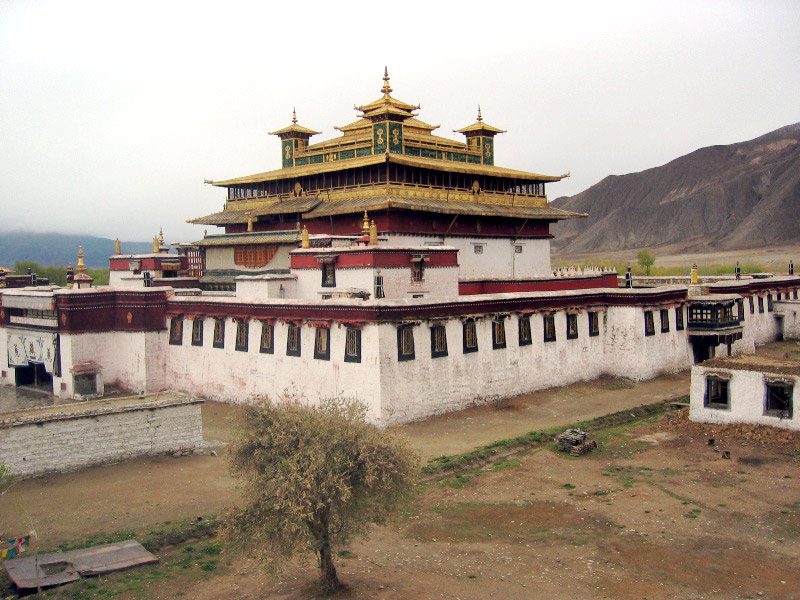
Najstarszy tybetański klasztor – Samje

Ralpaczen był gorliwym obrońcą buddyzmu. W celu wsparcia stale rozrastających się wspólnot mnichów (sangha), wydał nakaz, według którego zadanie materialnego utrzymania klasztorów spadało na ludność. To wywołało oburzenie zwłaszcza wśród wyższej szlachty. Ta i tak już była zaniepokojona poprzednimi reformami agrarnymi, przez które straciła wiele przywilejów i swoją niegdyś silną pozycję. Dlatego postanowiła sprzeciwić się woli króla. W wyniku buntu władca został zamordowany przez dwóch ministrów, wyznających bön, którzy na tronie osadzili antybuddyjsko nastawionego brata króla, Langdarmę (836–843). Jego rządy oznaczały porzucenie zarówno buddyzmu, jak i zmian społecznych. Zamknął on klasztory, a mnichom dał do wyboru: albo się ożenić (czyli złamać celibat), albo wstąpić do armii (czyli złamać zasadę ahinsa, czyli niestosowania przemocy). Zmiany polityczne i religijne sprowokowane przez Langdarmę wstrząsnęły całym krajem. Znów wyszły na wierzch spory między klanami, wzrosła rywalizacja gospodarcza. W 840 Kirgizi rozbili państwo Ujgurów i tysiące uciekinierów pojawiło się w Tybecie. Doszło do tego, że króla zamordował w 842 buddyjski mnich. Langdarmie udało się usunąć buddyzm z centralnego Tybetu, jednak na granicach przetrwał.
Połowa IX wieku to koniec imperium tybetańskiego. Pod panowaniem Ralpaczena państwo rozciągało się od Mongolii do Bengalu i zawarło z Chinami traktaty na równoprawnych warunkach.

## Rozbicie dzielnicowe (842–1247)

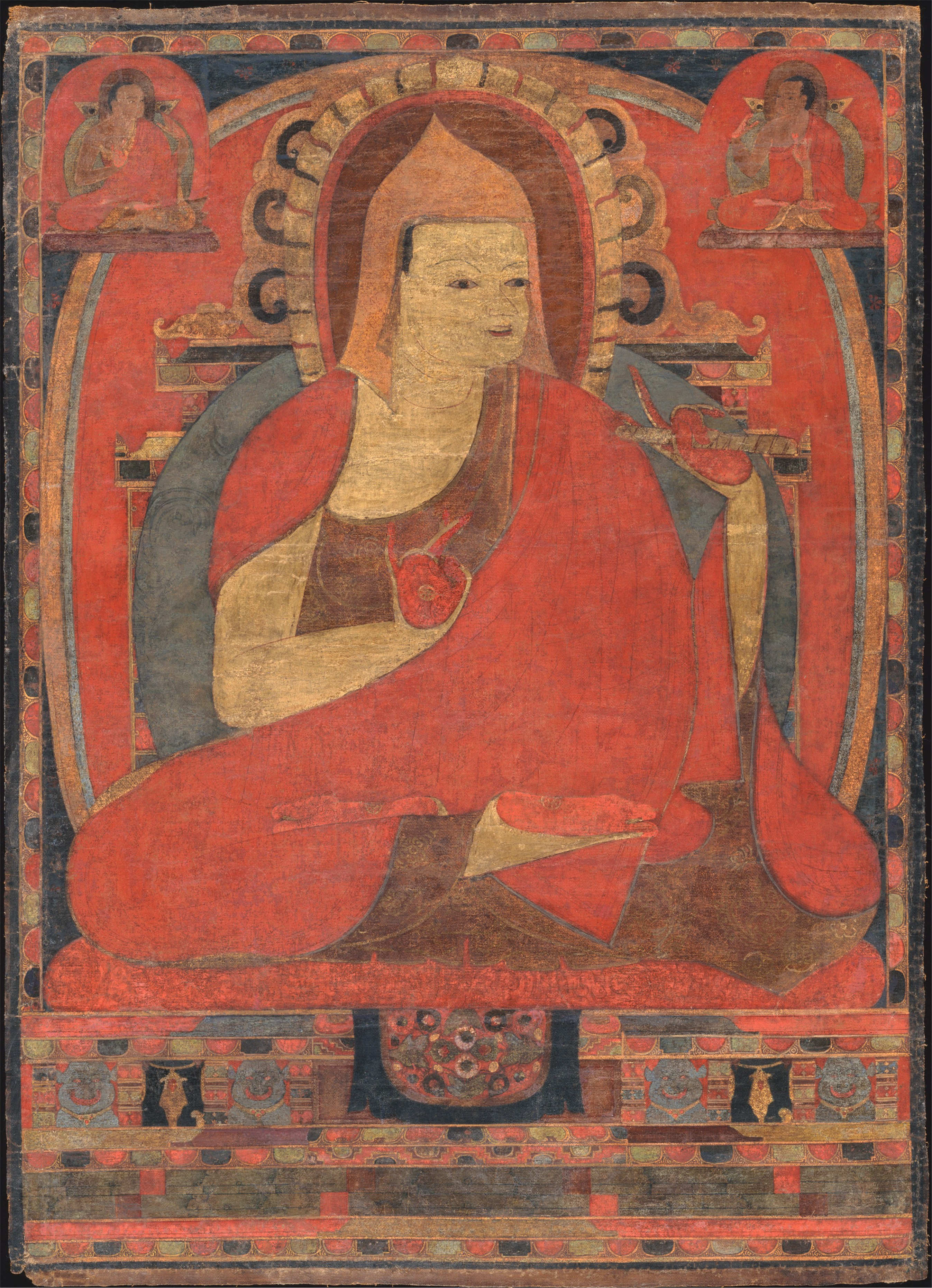
Atiśa – portret z XII wieku

Imperium tybetańskie stanowiło szczytowy etap istnienia państwa tybetańskiego. Do Tybetu należał ogromny obszar Azji Środkowej, łącznie z Sinciangiem, Gansu i Pamirem. Z chwilą śmierci króla Langdarmy nastąpił całkowity upadek imperium, choć początków upadku można doszukiwać się już w momencie wzniecenia powstania przeciw Ralpaczenowi. Głównym czynnikiem spajającym imperium była osoba króla, a w momencie zamordowania Langdarmy dynastia rozpadła się na kilka gałęzi. Po jego śmierci na tron w Lhasie wstąpił jego syn Osung (843–905 lub 847 – 885), ale do przejęcia władzy szykował się też drugi syn, Yumten. Wybuchła wojna domowa. Osung sprawował kontrolę nad Lhasą, zaś Yumten został odrzucony do Yalung, gdzie powstała odrębna linia królewska.
Synem Osunga był Pelkhortsen (893–923 lub 865–895). Sprawował on władzę nad środkowym Tybetem. Miał dwóch synów: Trashi Tsentsena i Thrikhyidinga, zwanego też Kyide Nyimagon. Ten drugi wyjechał do zachodniego Tybetu – do regionu Ngari w Ladakhu – i poślubił kobietę ze szlacheckiego rodu ze środkowego Tybetu, czym zapoczątkował lokalną dynastię. Najstarszy syn Kyide Nyimagona został władcą Ladakhu, zaś dwóch młodszych podbiło zachodni Tybet, ustanawiając królestwa Guge i Pu-hrang.
Od lat 70. X wieku w Tybecie zaczyna odradzać się buddyzm, który podczas panowania Langdarmy odniósł poważne ciosy. Ówczesny król Guge, Yeshe O, wysłał 21 uczonych do Kaszmiru, aby tam studiowali sanskryt i nauki buddyjskie. Wróciło tylko dwóch – Rinchen Zangpo i Legpe Sherab – i natychmiast zajęli się tłumaczeniami. Z ich czasów zachowało się mnóstwo przekładów dzieł sanskryckich na tybetański. Król Jeshe O chciał jeszcze zaprosić hinduskiego uczonego Atiśę z uniwersytetu buddyjskiego Vikramaśīla (ob. stan Bihar). Początkowo ten zaproszenie odrzucił, ale zmienił zdanie, gdy powtórzył je syn Yeshe O, Changchub. Yeshe O został mnichem, zaś administrowaniem krajem zajęli się jego synowie.

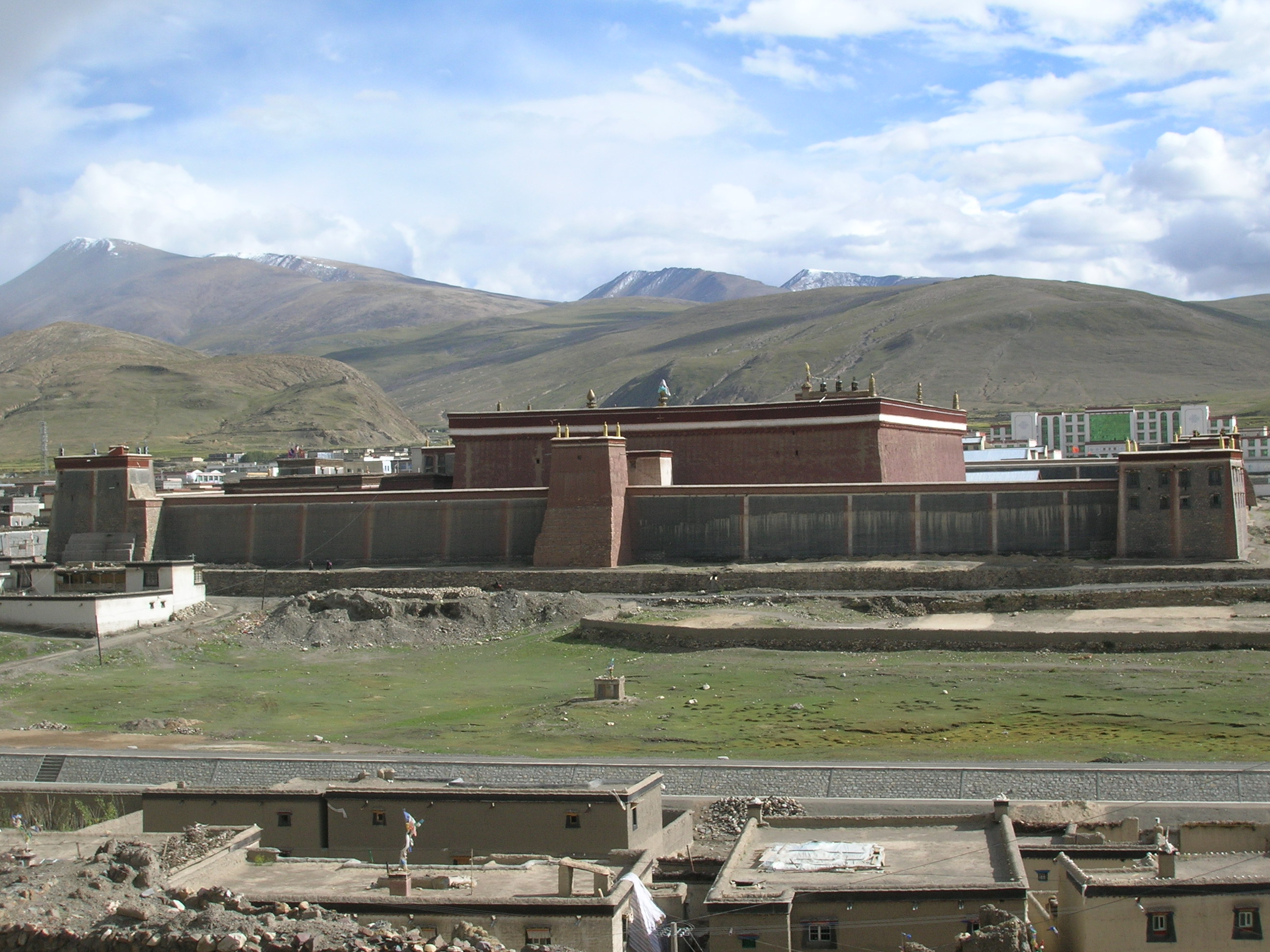
Klasztor Sakja

Atiśa znacznie pomógł w odrodzeniu się buddyzmu w Tybecie. Wzywano go do wszystkich miejsc w kraju, a jego wizyty szybko stały się wyznacznikiem prestiżu. Jeszcze przed swym przybyciem do Tybetu, Atiśa był wielkim autorytetem w swoim środowisku. Do dziś jest uważany za jedną z kluczowych postaci tybetańskiego buddyzmu i za założyciela szkoły kadam.
Za czasów Langdarmy buddyzm przetrwał w stanie szczątkowym w regionie Kham (północno-wschodni Tybet). Z niespokojnej Lhasy uciekło tam trzech mnichów. Ich uczeń, zwany później Gongpa Rabsal (832–915), zapoczątkował renesans buddyzmu w północno-wschodnim Tybecie. Uważa się go za twórcę szkoły ningma. Jeden z potomków króla Osunga, który miał majątek koło najstarszego buddyjskiego klasztoru w Tybecie (Samje koło Lhasy), przysłał do mistrza Gongpy dziesięciu młodych mężczyzn. W tej dziesiątce znajdował się Lume Sherab Tshulthrim (950–1015). Po zakończeniu nauki młodzieńcy wrócili do centralnego Tybetu, około 1045 spotkali Atiśę i zaoferowali mu pomoc w organizacji buddyzmu w regionie Lhoka (dzisiejsza prefektura Shannan). Założono klasztory Sakja (1073), Zalu i Radeng. W ciągu dwóch wieków klasztor Sakja zdobył główną pozycję w życiu i kulturze Tybetu. Zaś w 1155 powstał klasztor C'urphu – miejsce narodzin szkoły Karma Kagyu i tradycji kagyu – jednej z czterech głównych tradycji buddyzmu tybetańskiego.
Wraz z rozwojem buddyzmu rosła rola lamów i przedstawicieli klasztorów, którzy angażowali się w gospodarcze, ekonomiczne i polityczne życie kraju, mimo że Atiśa próbował przeciwdziałać temu wtrącaniu się duchownych w życie świeckie.

## Imperium mongolskie i szkołasakja

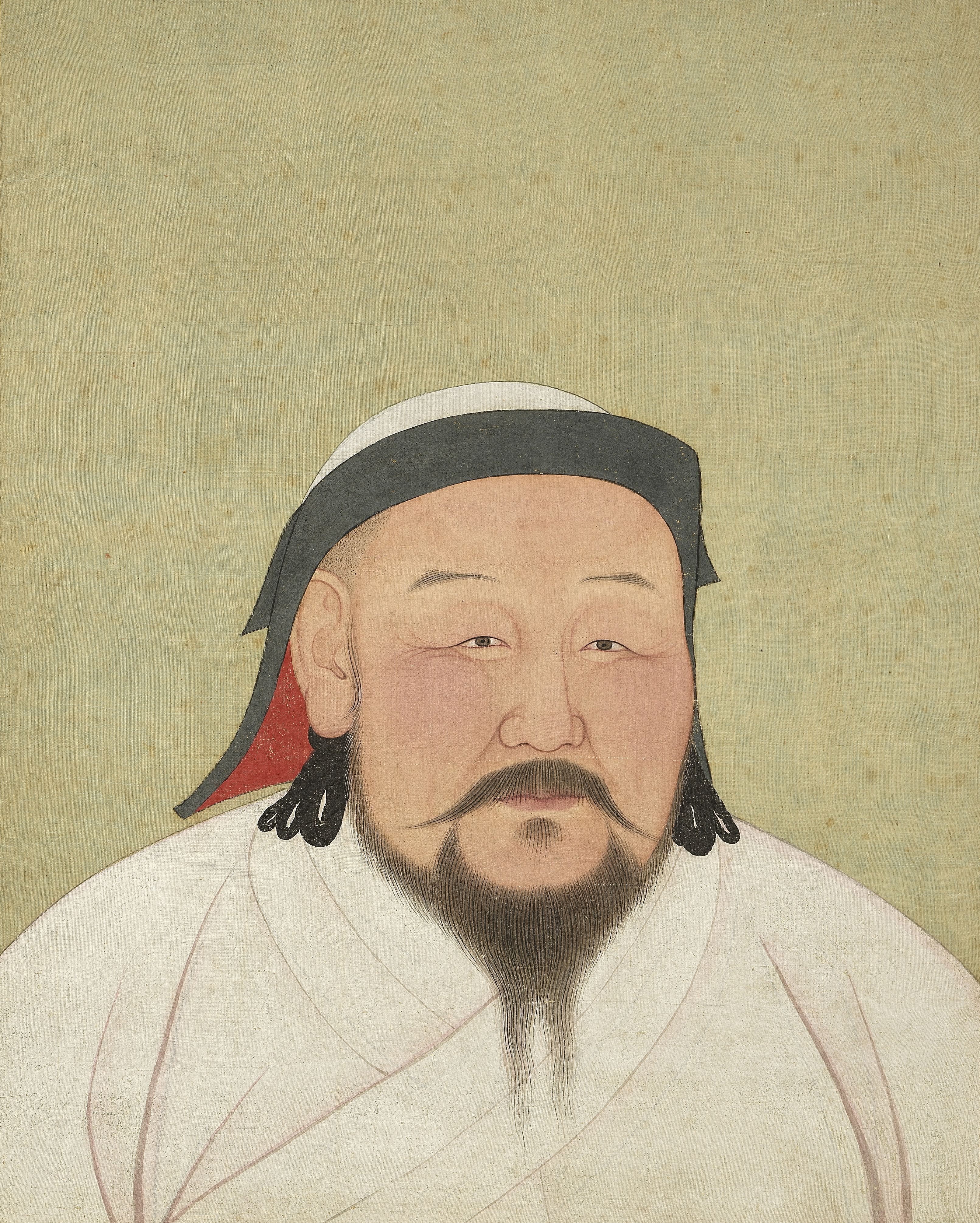
Kubilaj-chan

Według dokumentów, pierwszym kontaktem Tybetańczyków i Mongołów było spotkanie Czyngis-chana z mnichami w państwie Tangutów ok. r. 1215. Państwo Tangutów (znane jako Xixia) było pierwszym, jakie najechał Czyngis-chan. Jego zainteresowanie nie ominęło też Tybetu. Za jego panowania Tybetańczycy uniknęli bezpośredniego kontaktu zbrojnego w ten sposób, że zobowiązali się płacić trybut. Jednak po śmierci wielkiego chana w 1227 roku (podczas oblężenia stolicy Tangutów) zaprzestali płacenia. Z tego powodu w 1240 roku książę Godan, syn nowego chana Ugedeja, najechał Tybet. Rozkazał swoim generałom znaleźć uczonego Kungę Gjelcena, przedstawiciela szkoły sakja (zwanego najczęściej Sakja Pandita), następnie przekazał mu podarki i „zaproszenie” do swojej stolicy w celu formalnego poddania Tybetu Mongołom i nauczania ich buddyzmu. Sakja Pandita przybył nad jez. Kuku-nor w roku 1246 z dwoma bratankami. Książę Godan przyjął od niego ryty inicjacyjne, a szkoła sakja stała się oficjalną religią mongolskiej linii panującej. Z kolei dwa lata po drugiej inwazji mongolskiej w 1247 roku, gdy prawie wszystkie państwa tybetańskie poddały się chanowi, Sakja Pandita został mianowany gubernatorem Tybetu.
Gdy w roku 1251 zmarł Sakja Pandita, nowym chanem Mongołów został Mongke. W obozie księcia Godana nadal przebywał jeden z bratanków Pandity – Drogon Chogjal Phagpa. W 1256 roku brat Mongkego, Kubilaj poprosił Godana o zdolnego uczonego. Phagpa nawrócił Kubilaja na buddyzm. W 1259 Kubilaj został chanem. Obaj ustalili, że ilekroć na dworze chana będzie decydować się o sprawach Tybetu, chan będzie pytał o zdanie Phagpę. Kubilaj ustanowił Phagpę świeckim i duchownym władcą najpierw Tybetu środkowego, potem i pozostałych regionów – Amdo, Ü, Cang i Kham. W ten sposób utrwaliła się mocna pozycja szkoły sakja. Przez to, że Phagpa był związany z tą szkołą, Kubilaj tłumił działalność innych szkół tybetańskiego buddyzmu. Lamowie tybetańscy zdobyli ogromne wpływy w wielu mongolskich klanach, nie tylko w klanie rządzącym, ale np. wśród Ilchanidów. Jednak gromadzenie bogactw i władzy w rękach szkoły sakja zaszkodziło jej reputacji, a później przywiodło do jej upadku.
Phagpa wrócił do Tybetu w roku 1265. Od razu podjął próbę narzucenia krajowi hegemonii szkoły sakja, mianując długoletniego sojusznika szkoły sakja, Shakya Bzang-po, „wielkim administratorem” Tybetu. W 1268 roku podzielono Tybet na 13 prowincji (myriarchii).
Phagpa umarł w roku 1280. Według niektórych danych miał zostać otruty przez własnych mnichów z klasztoru Sakja. Natomiast Kubilaj, koronując się w 1279 roku na cesarza Chin, dał początek dynastii Yuan, która na okres stu lat rządziła Chinami. Relacje między Kubilajem a Phagpą były bardzo wyjątkowe i szczególne. Nie chodziło jedynie o związek nauczyciel-uczeń, ale także o relacje władca-poddany. Można to wyrazić tak, że podczas gdy Phagpa dawał Kubilajowi duchowe wsparcie, Kubilaj dawał Phagpie wsparcie świeckie. Imperium mongolskie dawało Tybetowi ochronę militarną, a Tybet stawał się coraz bardziej podległy władzy mongolskiej w Pekinie.
Hegemonia szkoły sakja trwała do połowy XIV wieku, choć w 1285 roku zagroziła jej rewolta szkoły Drikung, należącej do tradycji kagyu. Powstańcom pomagał chan czagatajski Duwa (ok. 1282–1307). Powstanie zostało stłumione w 1290 roku, gdy przywódcy szkoły sakja z pomocą wschodnich Mongołów spalili klasztor Drikung i zabili 10 tys. ludzi.
W połowie XIV wieku rządy chińsko-mongolskiej dynastii Yuan kontrolującej Tybet mają się ku końcowi. Słabnie też potęga szkoły sakja, która rządzi Tybetem w imieniu dynastii Yuan. W latach 1346–1358 do głosu dochodzi ród Phagmodrupa, reprezentujący tradycję kagyu. Lamowie ze szkoły sakja tracą władzę w 1358 roku na rzecz szkoły kagyu.
Następne 80 lat to okres względnej stabilności. Powstaje wówczas szkoła gelugpa (znana też jako „żółte czapki”): zakłada ją Congkhapa, koło Lhasy powstają klasztory Ganden, Drepung i Sera. Po 1430 roku kraj wchodzi w kolejny okres walk wewnętrznych.

## Dynastia Phagmodru

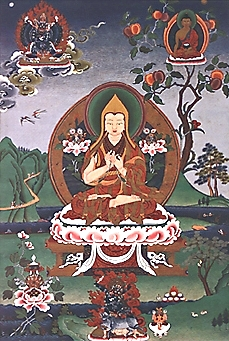
Congkhapa (1357–1419), wybitny reformator i uczony, założyciel szkoły gelug

Tybet oswobodził się od mongolskiej władzy za sprawą rodu Phagmodru. Pierwotnie taką nazwę nosiła jedna z myriarchii położona na terenie dzisiejszej prefektury Shannan (tam, gdzie znajduje się twierdza Jumbulagang). Teren ten został w 1251 roku wydzielony jako apanaż (część domeny wydzielona w celu zapewnienia dochodów) bratu Mongke – Hulagu. Jedną z ważniejszych rodzin był tu ród Lang. Z chwilą osłabnięcia wpływów rodu Hulagu (Ilchanidów) stał się on najważniejszym rodem regionu, w granicach określonych przez rządzących ze szkoły sakja w sojuszu z Mongołami. Gubernatorem był w tym czasie Ponczen. Na przełomie XIII i XIV wieku obszar pod zarządem rodu Lang był stale ograniczany. Jeden z przedstawicieli tego rodu, Czangczub Gjelcen (1302–1364), uznał te ograniczenia za nielegalne i po zostaniu zarządcą regionu (1322) szukał możliwości odzyskania ziem Phagmodru. Konflikt zaostrzył się, gdy Phagmodru zostało zaatakowane przez sąsiadów w 1346 roku. Czangczub Gjelcen został aresztowany, a potem uwolniony (1347). Ale gdy odmówił stawienia się na procesie sądowym, jego włości zostały zaatakowane przez Ponczena w 1348 roku. Czangczub Gjelcen z powodzeniem bronił swych ziem, odnosił coraz większe sukcesy, a do roku 1351 stał się najsilniejszą militarnie postacią w kraju. Kontynuował podbój środkowego Tybetu aż do śmierci w 1364 roku, choć pozostawił wszystkie instytucje ustanowione przez Mongołów jako fasady. Ród Phagmodru (bo taką nazwę przyjął ród Lang) utrzymał władzę w swoich rękach do roku 1434, choć jego przedstawiciele panowali dłużej (ale ich autorytet był już bardzo mały).
Czangczub Gjelcen reformował system karno-prawny i inne gałęzie administracji tybetańskiej. Wspierał buddyzm, a pod koniec rządów został mnichem bhikku. Za jego rządów Sonam Gjelcen napisał kronikę tybetańską „Zwierciadło króla”. W II poł. XIV wieku działał w Tybecie reformator religijny i społeczny Congkhapa (1357–1419) – twórca szkoły gelug i klasztoru Ganden. Congkhapa zreformował ruch monastyczny w Tybecie, będący wówczas w głębokim upadku. Jeszcze w XIV w. uporządkowano zbiory świętych tekstów (Kangjur) i komentarzy (Tengjur), które stanowią podstawowy kanon buddyzmu tybetańskiego. W roku 1409 odbyło się pierwszy raz święto Monlam – w pierwszym miesiącu tybetańskiego kalendarza mnisi zbierają się na tydzień w celu odprawiania wspólnych modlitw i rytuałów.

### Rody Rinpung i Cangpa
W pierwszej połowie XV wieku ród Phagmodru zaczął tracić na znaczeniu na rzecz rodu Rinpung. Ród ten był reprezentantem szkoły karma i pochodził z płd.-zach. Tybetu (dzis. prefektura Xigazê). Król z dynastii Phagmodru, Drakpa Gjelcen (1385–1432) miał brata, Sangje Gjelcena, który poślubił dwie kobiety z rodu Rinpung. Z tych małżeństw urodzili się najpierw Drakpa Jungne, potem Kunga Lekpa. Po śmierci bezdzietnego Drakpy Gjelcena (1432) ministrowie nie mogli dojść do porozumienia, kto ma być następnym królem. Sangje Gjelcen sam chciał objąć władzę, ale opat jednego z klasztorów zdecydował, że ma być to Drakpa Jungne. Jednak opat umarł dwa lata później i nie było już autorytetu, któremu Sangje Gjelcen musiałby być posłuszny, dlatego wznowił swoje pretensje do tronu. Rezultatem była wojna domowa. Sangje Gjelcen przegrał na rzecz głowy rodu Rinpung – Norzanga. Ród Ringpung pozwolił jednak Drakpie rządzić dalej, choć jego bezpośredni wpływ był ograniczony do wschodniego i środkowego Tybetu. Podobnie słabą władzę mieli następni królowie z dynastii Phagmodru.
Apogeum wpływów rodu Rinpung nastąpiło na przełomie XV i XVI wieku, gdy pierwszą osobą w państwie stał się Dönjö Dordże. Jego władza stała się prawie absolutna. Był wspierany przez autorytety ze szkoły karma, odnosił sukcesy w walkach na zachodzie (jego władzę musiało uznać królestwo Guge).
Przełom wieków XV i XVI to również narastająca rywalizacja między szkołami karma i gelug oraz między prowincjami Ü i Cang. Przedstawiciele szkoły gelug mieli w latach 1498–1517 zakaz uczestniczenia w obchodach Nowego Roku i święta Monlam.
Osłabienie rodu Rinpung nastąpiło po śmierci Dönjö Dordże w 1512 roku. Król Ngałang Taszi Drakpa z dynastii Phagmodru odzyskał część wpływów. Skorzystała z tego również szkoła gelug, której przywódcy wypędzili szkołę karma z Lhasy. Następne lata to postępujący upadek rodu Rinpung: w 1532 roku jego włości zostały zaatakowane przez islamskich generałów z Kaszmiru, a w 1555 roku wojska rodu poniosły klęskę w wyprawie na jedno z zachodniotybetańskich królestw. Ostatecznie w roku 1565, gdy przywódca rodu i minister królewski Ngałang Dżigme Drakpa został usunięty przez Karmę Cetena z rodu Cangpa. Od tej pory również pozycja królów z dynastii Phagmodru stała się czysto nominalna.
Ród Cangpa był w opozycji wobec szkoły gelug i dalajlamów, których wpływy stale wzrastały w środkowym i wschodnim Tybecie (region Ü). Przywódca rodu Karma Phuntsok Namgyal zaatakował Ü ze swych baz w regionie Cang w roku 1605, zabijając 5 tys. mnichów. Phuntsok Namgyal wypędził Mongołów, którzy asystowali IV Dalajlamie Jontenowi Gjaco. Dalajlama musiał uciekać, a Phuntsok Namgyal był bliski przejęcia korony królewskiej – w latach 1612–1613 został uznany przez królestwa zachodniego Tybetu, ale nie szło mu w Bhutanie.
W latach 1618–1619 ród Cangpa kontynuował podboje i wzmacniał hegemonię. Ale następca Jontena Gjaco, V Dalajlama Lobsang Gjaco, otrzymał wsparcie od Mongołów, którzy w 1621 i 1635 roku najechali Ü, pokonując oddziały Cangpa. Równocześnie przywódcy rodu Karmie Tenkyongowi zagrażały na zachodzie wojska Ladakhu, choć do otwartych działań wojennych nie doszło.
Jednocześnie w 1635 roku usunięto z tronu ostatniego nominalnego króla z dynastii Phagmodru, Drakpę Namgyala Panzaka.
W roku 1641 Guszri-chan, przywódca plemienia mongolskiego Choszutów z rejonu jez. Kuku-nor, zaatakował jednego z królów wschodniotybetańskich, który praktykował bön i prześladował lamów. Po pokonaniu króla zaatakował i wziął w niewolę Karmę Tenkyonga. Po próbie uwolnienia przez ród Cang swego przywódcy Guszri-chan nakazał go utopić w torbie ze skóry jelenia, a następnie oddał Ü, Cang i część wschodniego Tybetu Dalajlamie. Tak rozpoczęło się panowanie dalajlamów jako władców świeckich, które trwało do roku 1950.

## Dalajlamowie
Mimo wrogości między szkołami buddyjskimi i mimo zeświecczenia życia klasztornego, pojawiło się w Tybecie wielu znamienitych uczonych. Największym poważaniem cieszyły się szkoły gelug i karma (kagyu). W II poł. XVI wieku jednym z głównych przedstawicieli szkoły gelug był główny lama klasztoru Drepung, Sonam Gjaco. Ówczesny chan mongolski, Altan, wezwał lamę na swój dwór i za jego działalność nauczycielską obdarzył go tytułem dalajlamy. Po tybetańsku tytuł ten oznacza dosłownie „lama o mądrości jak ocean”. Sonam Gjaco był uważany za wcielenie swych dwóch poprzedników – Genduna Drupa (1391–1474) i Genduna Gjaco (1475–1541), dlatego tytuł dalajlamy retrospektywnie przyznano też i tym dwóm lamom. Tak więc Gendun Drup został I Dalajlamą, Gendun Gjaco – II Dalajlamą, a Sonam Gjaco – III Dalajlamą. Każdy dalajlama jest tulku, tzn. może po śmierci wybrać swoje następne wcielenie (każdy z dalajlamów jest uważany za wcielenie Awalokiteśwary). Jeszcze przed śmiercią zapowiada, gdzie narodzi się jego inkarnacja. Dlatego zawsze jest tylko jeden dalajlama – i nosi ten tytuł od narodzin do śmierci. Ale, mimo że Sonam Gjaco został wyniesiony na taką wysoką pozycję, nie można jeszcze mówić, że za duchowego przywódcę kraju uznawali go wszyscy Tybetańczycy.

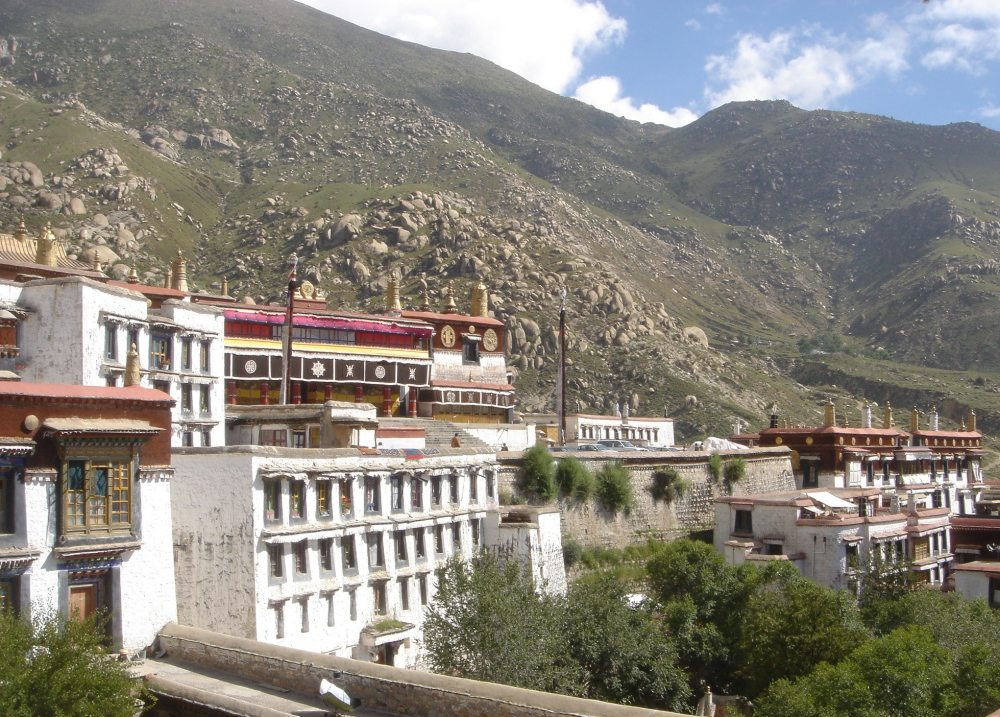
Klasztor Drepung

Po śmierci Sonama Gjaco (1588) jako IV Dalajlamę rozpoznano wnuka Altan-chana, Jontena Gjaco (1589–1617), co jeszcze bardziej wzmocniło związki między Tybetem a Mongolią. Gdy Jonten Gjaco w 1601 roku wjechał do Lhasy, miejscowi przedstawiciele szkoły gelug zgotowali mu gorące przyjęcie, ale przedstawiciele szkoły karma byli bardzo z tego przyjazdu niezadowoleni. Aby wzmocnić swoją pozycję, Jonten Gjaco oficjalnie uznał opata klasztoru Tashilhunpo, Lobsanga Czokji Gjalcena, za IV Panczenlamę. Panczenlama to druga po dalajlamie osobistość w buddyzmie szkoły gelug. Pełni on rolę regenta po śmierci dalajlamy i jest odpowiedzialny za odszukanie następnego, a podczas jego małoletniości częściowo odpowiada za nadzór nad nim (wraz z regentem – desim). Również jest tulku (ale w tym przypadku jest to wcielenie Buddy Amitabhy). Każdy nowy panczenlama musi zostać oficjalnie uznany przez panuącego dalajlamę – i odwrotnie: każdy nowy dalajlama musi zostać uznany przez panczenlamę.
W ten sposób na krótko nastał spokój, jednak jeszcze za życia IV Panczenlamy znów napięły się stosunki między szkołami gelug i karma oraz władcami prowincji Cang, który zgłaszał pretensje do świeckich rządów nad Tybetem.

### Ngałang Lobsang Gjaco

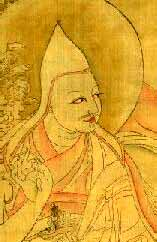
V Dalajlama Ngałang Lobsang Gjaco

Tarcia te powstrzymał V Dalajlama Ngałang Lobsang Gjaco (1617–1682), pierwszy dalajlama, który został świeckim władcą Tybetu. W historii kraju określa się go czasem jako Ngapa Chenpo, czyli Wielki Piąty. Władzę świecką objął w wieku 25 lat. Niedługo potem rozpoczął budowę pałacu Potala – od tego czasu tradycyjnej zimowej siedziby dalajlamów (siedziba letnia znajduje się w pałacu Norbulingka, również w Lhasie). Pałac Potala jest dominującym elementem miasta i stanowi część światowego dziedzictwa kulturalnego.
Aby zagwarantować szkole gelug władzę polityczną nad Tybetem, V Dalajlama związał się z Gushri-chanem. Chan pokonał ród Cangpa, zabijając w r. 1642 Karmę Tenkyonga (który wyznawał szkołę karma). Dzięki temu V Dalajlama zdobył władzę świecką w kraju. Oficjalnie nastąpiło to w Xigazê. Szkoła karma zaczęła być silnie prześladowana. To samo spotkało szkołę dzionang – pod pretekstem, że głosiła niewłaściwą doktrynę pustości (szentong), ale prawdopodobnie w grę wchodziły także motywy polityczne. Szkoła dzionang pozostawała w ukryciu aż do połowy XX wieku.
W roku 1653 V Dalajlama odbył oficjalną podróż na dwór cesarza chińskiego Shunzhi z dynastii Qing. Został przywitany w Pekinie z wielkimi honorami, mieszkał w Złotej Świątyni, którą cesarz postawił specjalnie dla niego.
V Dalajlama zreformował administrację państwową. Mianował dowódców wojskowych i nowych ministrów z różnych prowincji. Założył dwie duże uczelnie – jedną dla urzędników duchownych, drugą dla świeckich – w których oprócz zwykłych przedmiotów uczono też sanskrytu, mongolskiego, poezji, astrologii, łucznictwa i jeździectwa. Zarządził także spis ludności, aby stworzyć sprawiedliwszy system podatkowy.

## Dżungarowie i Mandżurowie w Tybecie

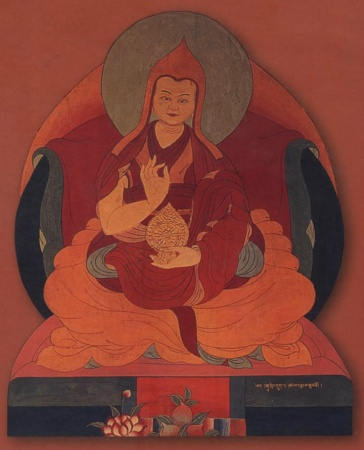
VI Dalajlama Cangjang Gjaco

Śmierć V Dalajlamy w roku 1682 była prawdopodobnie aż 15 lat trzymana w tajemnicy przez desiego (regenta) Sangje Gjaco. Ogłaszał on ludziom, że dalajlama odbywa długotrwałe odosobnienie medytacyjne i nie życzy sobie być widzianym. W tym czasie desi sam rządził Tybetem. Gdy w roku 1695 zakończono budowę pałacu Potala, Sangje Gjaco wysłał poselstwo do cesarza Chin, w którym oznajmił, że V Dalajlama już umarł, a VI Dalajlamą będzie już 13-letni Cangjang Gjaco (uczeń V Panczenlamy, Lobsanga Jesze). Ale VI Dalajlama żył w sposób wysoce nieprzystojny – pił piwo, pisał miłosne wiersze i spotykał się z kurtyzanami. Desi na próżno próbował odwieść go od takiego życia – w końcu zrezygnował ze swojej funkcji, a nowym desim został syn dotychczasowego regenta, Ngałang Rinczen. Mimo to Sangje Gjaco wciąż utrzymywał w swych rękach władzę nad Tybetem.
Niegodne mnicha zachowanie VI Dalajlamy wykorzystał wódz Koszutów, Lobzang-chan (wnuk Gushri-chana), początkowo przychylny VI Dalajlamie, jako pretekst do przejęcia kontroli nad Tybetem. Podczas najazdu w 1705 roku desi został zamordowany, a VI Dalajlama porwany i zawieziony do Pekinu (ponieważ Koszutowie byli sprzymierzeńcami Qingów). Lobzang-chan sam objął regencję i zainstalował nowego dalajlamę – Ngałanga Jesze Gjaco – ale ani dostojnicy szkoły gelug, ani ludność nie uznała go. VI Dalajlama umarł podczas podróży, nad jez. Kuku-nor w 1706 roku, ale wcześniej zdążył wskazać w jednym ze swych wierszy swojego następcę – Kelzanga Gjaco.
Kelzang Gjaco został wywieziony nie do Lhasy, gdzie wciąż rządził Lobzang-chan i jego marionetka Ngałang Jesze Gjaco, ale do klasztoru Kumbum w półn.-wsch. Tybecie (prowincja Amdo. Tam wychowywali go mnisi, a swoją wiedzą zdobył ogólne poważanie i uznanie za wcielenie VI Dalajlamy. Tymczasem Lobzang-chan wdał się w wojnę z Dżungarami, którzy w 1717 roku najechali Tybet. W rezultacie zginął i sam Lobzang-chan, i „jego” dalajlama, Ngałang Jesze Gjaco. W ten sposób zakończyła się definitywnie era królów mongolskich w Tybecie.
Mandżurska dynastia Qing, panująca w Chinach, była wrogo nastawiona do Dżungarów, dlatego niechętnie widziała ich jako władców Tybetu i w latach 1718-19, a potem w roku 1720 cesarz Kangxi wysłał dwie kolejne ekspedycje wojenne. Druga wyprawa zakończyła się sukcesem Chińczyków i w ten sposób Tybet stał się częścią cesarstwa Chin – choć pozostawiono mu wewnętrzną autonomię. Powszechnie przyjmuje się, że to Chińczycy wypędzili Mongołów z Tybetu, ale to jeszcze Tybetańczykom samodzielnie udało się to uczynić – jeszcze przed wejściem Chińczyków.
Chińczycy wzięli ze sobą z klasztoru Kumbum Kelzanga Gjaco, który w roku 1720 został VII Dalajlamą i rządził do r. 1757.

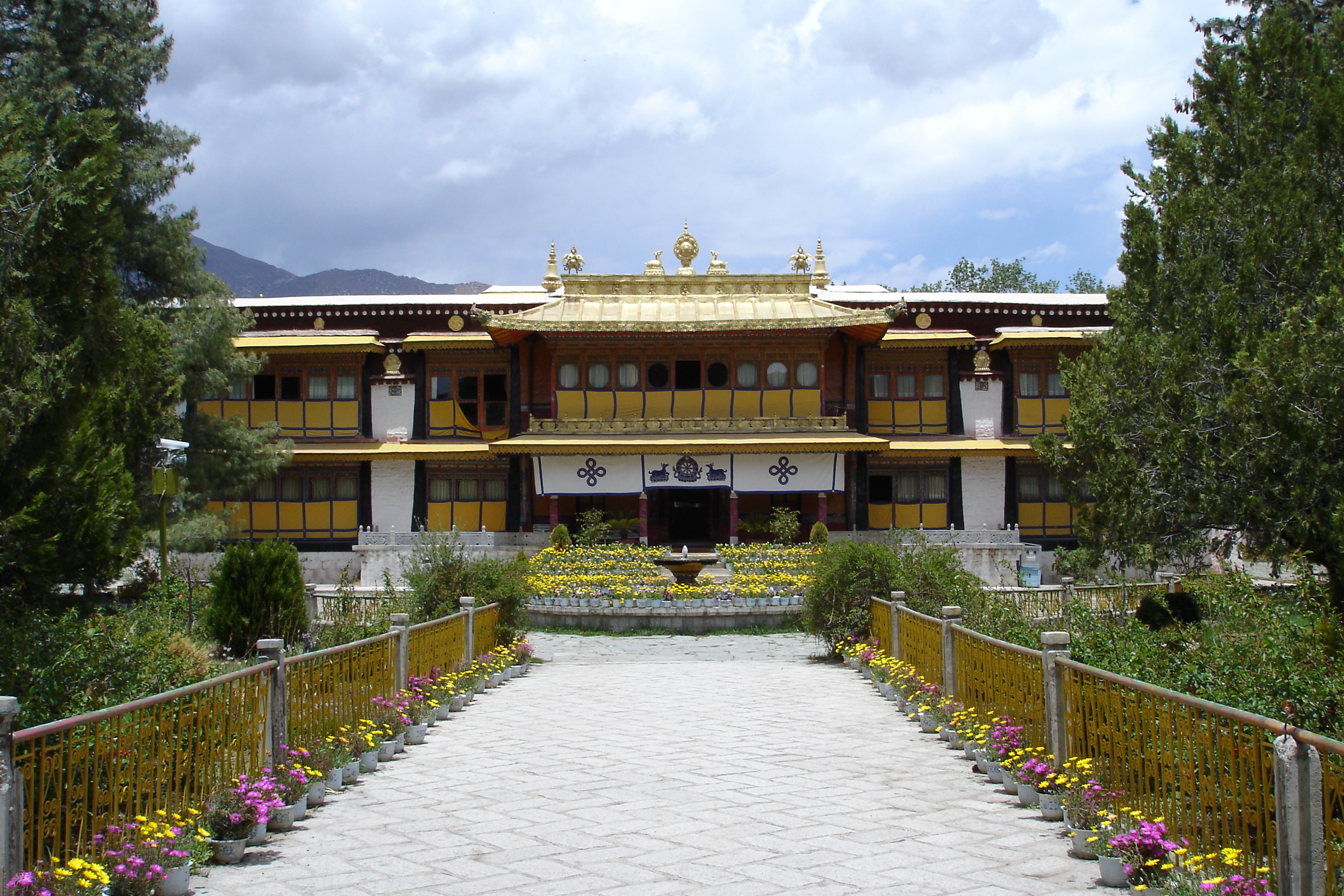
Pałac Norbulingka w Lhasie

Gdy Mandżurowie zajęli Lhasę, zwołali radę ministrów (kaszag). Na jej czele stanął dowódca wojsk chińskich. Do rządzenia Tybetem dobrano przede wszystkim tych, którzy byli w opozycji do Dżungarów. Nowy cesarz Yongzheng (od 1722 roku) zainstalował w Lhasie 3-tysięczny garnizon wojskowy, który miał nadzorować rządzenie krajem. Utrzymanie tego garnizonu oraz chińskich urzędników w Tybecie było dużym przedsięwzięciem – przede wszystkim finansowym – i cesarze byli zmuszeni stopniowo obcinać nakłady na to utrzymanie. Objawiało się to spadkiem chińskich wpływów, a w latach 1727-28 nawet doprowadziło do powstań ludowych. Po jednej stronie barykady stali prochińsko zorientowani członkowie kaszagu, po drugiej zaś – przeciwnicy obecności chińskich żołnierzy, skupieni wokół dalajlamy. Z tego powodu cesarz Yongzheng wysłał do Tybetu 15-tysięczną ekspedycję, której zadaniem było przejąć kontrolę nad Tybetem.
W związku z tym od roku 1727 władzę z ramienia cesarza sprawowali jego namiestnicy – ambanowie. Ambanów było zawsze dwóch, w tym jeden główny. Do dyspozycji mieli oddział wojska i urzędników – początkowo tych ostatnich było ok. 2000, ale do pocz. XIX wieku spadła ona do ok. 500, potem do 100. Mimo to, do początku XIX wieku władza Qingów w Tybecie była prawie że symboliczna. Obecność ambanów dla jednych jest dowodem na zależność polityczną Tybetu od Chin, inni zaś uważają, że byli to jedynie ambasadorzy.
W roku 1750 wybuchły antychińskie rozruchy, w wyniku których obaj ambani zostali zabici. Cesarz Qianlong wysłał więc następną ekspedycję, której skutkiem było wzmocnienie pozycji nowych ambanów, ogłoszenie dalajlamy świeckim i duchownym władcą Tybetu oraz ustanowienie stałej jednostki wojskowej. Kaszag działał jak wcześniej, ale przewodniczył mu właśnie dalajlama. Wkrótce cesarz rozczarował się do takiego sposobu rządzenia, mówiąc, że lokalne władze regionów nie wykazują dobrej woli we współdziałaniu, a urzędnicy chińscy nie tylko są pozbawieni możliwości działania, ale są też niedoinformowani. Przez to władza namiestników chińskich jest tylko nominalna.
W roku 1763 władza tybetańska wyemitowała pierwsze pieniądze, zwane tangka, które były w użyciu do roku 1941. Do tej pory jako środka płatniczego używano w Tybecie walut krajów sąsiednich, głównie Nepalu i Ladakhu.

## Wojna z Gurkhami

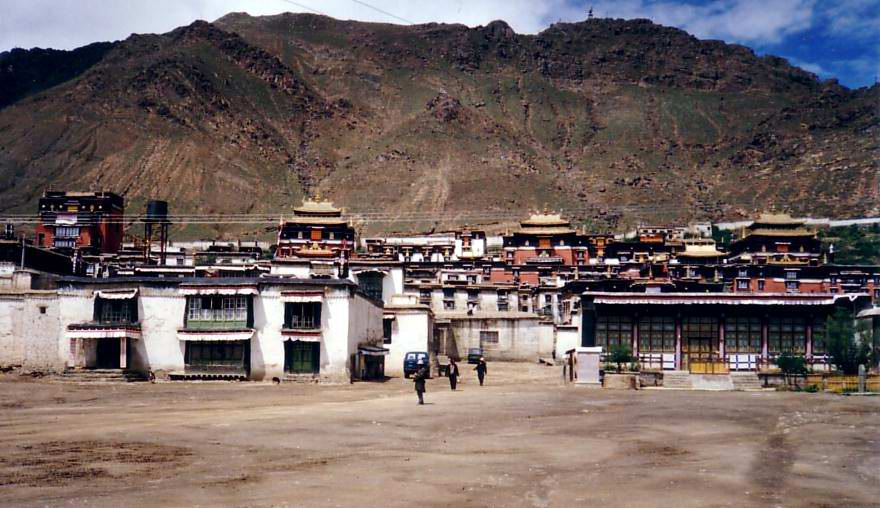
Klasztor Tashilhunpo w r. 1993

Po śmierci VII Dalajlamy Kelzanga Gjaco w 1757 roku postanowiono, że w okresie małoletniości następnych dalajlamów władzę w ich imieniu będą sprawować regenci. Pierwszym takim regentem został Dżampel Jeszi. Władał on krajem przez 20 lat, po czym w 1777 roku umarł. VIII Dalajlama Dżampel Gjaco miał wtedy także 20 lat, a więc mógł już sam objąć rządy. Jednak odmówił, uznawszy, że jego wiek jest zbyt niski. Tak więc nowym regentem został Ngałang Cültrim. Pozostał on na stanowisku regenta również po oficjalnym wstąpieniu VIII Dalajlamy na tron w charakterze osobistego doradcy, a w pewnym stopniu i „współwładcy” Dżampela Gjaco. W roku 1786 Ngałang Cültrim wyruszył do Pekinu na wezwanie cesarza Qianlonga, który bardzo dobrze go podczas tej wizyty traktował – aby Chińczycy utrzymali swoje dobre imię w Lhasie oraz swoje wpływy.
Gdy regent odjechał do Pekinu, wynikł konflikt z nepalskimi Gurkhami. Nepal i Tybet od lat byli w niezgodzie, ale iskrą zapalną stała się pomoc Tybetu dla Sikkimu, który został przez Gurkhów napadnięty. W 1788 roku Gurkhowie najechali na Tybet z trzech stron. Wojsku tybetańskiemu udało się częściowo powstrzymać ten najazd. Gdy z pomocą przybyła chińska armia, rozpoczęto negocjacje pokojowe. Ustalono, że Tybet będzie płacił Nepalowi trybut, a w zamian otrzyma część swoich terytoriów.
Gdy w r. 1790 do kraju wrócił Ngałang Cültrim, wpadł w złość, że Tybet zawarł tak niekorzystną umowę z Nepalem. Po próbach rozmów z Gurkhami odmówił wysłania trybutu. Ale w roku 1791 umarł, zaś Gurkhowie napadli na Tybet. Dość szybko zajęli Xigazê, łącznie z klasztorem Tashilhunpo – siedzibą panczenlamów. Jednak odpowiedź Tybetańczyków nastąpiła szybko – ich armia wspomagana przez wojska chińskie już w następnym roku wypędziła Gurkhów, a w dodatku wkroczyła do Nepalu. Nepalczycy przestraszyli się i zaczęli rozmowy. Wyniki tych rozmów nie są jednak znane – z wyjątkiem tego, że ustały walki między oboma krajami.

## Wiek XIX

### Dekrety cesarza Qianlonga. Złota urna
Przez to, że Gurkhów pomogła pokonać chińska armia, wpływy chińskie w Tybecie wzrosły jeszcze bardziej. Umożliwiło to przeprowadzenie w 1792 roku reformy administracyjnej, której celem było usprawnienie kontroli nad Tybetem przez ambanów. Dzięki niej Chińczycy utrzymali tę kontrolę aż do końca XIX wieku. Stopień tej kontroli był jednak w ciągu całego wieku XIX bardzo różny.
Według dekretu wydanego przez cesarza Qianlonga, w sprawach politycznych ambanowie otrzymali wyższą pozycję niż kaszag i dalajlama. Dalajlama i panczenlama stracili możliwość bezpośredniego wysyłania petycji do cesarza, mogli to robić jedynie za pośrednictwem ambanów. Ambanowie przejęli też kontrolę nad obroną granicy kraju i nad sprawami zagranicznymi. Korespondencja władz tybetańskich z zagranicą, nawet z Mongołami znad jez. Kuku-nor, musiała zostać zaaprobowana przez ambanów. Ambanowie przejęli dowództwo nad garnizonem chińskim i nad armią tybetańską (której liczność wynosiła ok. 3 tys. mężczyzn). Ograniczono też handel, a podróżować można było tylko z dokumentami potwierdzonymi przez ambanów. Ambanowie musieli przeglądać wszystkie wyroki sądowe. Waluta tybetańska, której obecność była jedną z przyczyn zatargów z Nepalem, także podlegała kontroli Pekinu. Jednak okazało się, że te zalecenia nie były w pełni wykonywane lub szybko je zarzucono, bo Qingowie byli bardziej zainteresowani symbolicznymi gestami swojej władzy nad Tybetem niż realnym zwierzchnictwem, a już najmniej chcieli zrażać do siebie dalajlamę. Sven Hedin, szwedzki badacz Tybetu z pocz. XX w., na audiencji u cara rosyjskiego mówił: „Mongołowie to fanatycy. Czczą Dalajlamę i są mu ślepo posłuszni. Jeśli rozkaże on iść na wojnę z Chińczykami, jeśli rozkaże wzniecić krwawą rewolucję, pójdą za nim jak jeden mąż. Rząd chiński, który boi się Mongołów, musi polegać na Dalajlamie.”
Dekret cesarski regulował również sposób wyboru dalajlamów i panczenlamów. Miał być to pewien rodzaj loterii, nadzorowanej przez ambanów. Imiona kandydatów pisano na kartkach, które składano i wrzucano do złotej urny. Uważa się, że IX Dalajlama Lungtok Gjaco (1806–1815) i XIII Dalajlama Thubten Gjaco (1876–1933) (a na pewno XIV Dalajlama, obecnie panujący Tenzin Gjaco) nie byli wybrani przy użyciu złotej urny, ale raczej przez odpowiednich urzędników tybetańskich, przy wykorzystaniu znaków pozostawionych przez poprzedniego dalajlamę, przy czym wybór ten był potem zatwierdzony przez cesarza. X Dalajlama Cultrim Gjaco (1816–1837) był w zasadzie wybrany bez użycia złotej urny, ale wskutek nalegania ambana regent ogłosił na jego odpowiedzialność, że wybór został dokonany z użyciem tego środka. Również XII Dalajlama Trinlej Gjaco (1857–1875) został wybrany najpierw tradycyjnie, ale potem złota urna potwierdziła ten wybór.

### II połowa XIX wieku. Umowy chińsko-brytyjskie
Po przedwczesnej śmierci XI Dalajlamy Khedrupa Gjaco w roku 1856 wybuchły ponowne walki między Tybetem a Gurkhami. Gurkhowie zajęli południowe rejony Tybetu pod pretekstem, że nie są dotrzymywane warunki umowy z 1792 roku. Tybetańczycy wysłali wojsko, któremu jednak nie udało się odbić straconych ziem. W wyniku prowadzonych rozmów 24 marca podpisano 10-punktową umowę, według której Tybet zobowiązał się do wysyłania corocznego trybutu w wysokości 10 tys. rupii i do przysłania pomocy wojskowej w razie napaści na Nepal ze strony obcego mocarstwa. Z kolei Nepalczycy m.in. mieli wycofać się ze zdobytych ziem.
W roku 1875 zmarł XII Dalajlama Trinlej Gjaco. Nowym, XIII Dalajlamą, został w 1878 roku chłopiec, który przyjął imię Thubten Gjaco. Do chwili osiągnięcia pełnoletniości regentem miał być Chokyi Gjelcen Kundeling, jednak umarł już w 1886 roku. Nowym został Trinle Rabgje. W roku 1888 został objawiony IX Panczenlama, który na cześć dalajlamy przyjął imię Lobsang Thubten Chokyi. XIII Dalajlama objął władzę w roku 1895.
W tych czasach chińska władza była w ścisłych kontaktach z Imperium Brytyjskim, co miało też wpływ na zarządzanie Tybetem. Wielka Brytania była pierwszym „obcym” mocarstwem, które przejawiało ekonomiczne i polityczne zainteresowanie Tybetem. 13 sierpnia 1876 r. Chiny i Wielka Brytania podpisały umowę, zgodnie z którą Brytyjczycy mieli prawo wysłać do Tybetu misje. Tybet jednak umowy nie ratyfikował i zabronił Brytyjczykom wstępu na swoje ziemie. Podobne umowy dotyczące Tybetu były podpisane między Chinami a Wielką Brytanią jeszcze w roku 1886 w Pekinie i w 1890 w Kalkucie. Tę ostatnią, dotyczącą też i Sikkimu, podpisał wicekról Indii Lord Lansdowne oraz lhaski amban Shengtai. Ponieważ jednak do negocjowania i podpisania żadnej z tych umów nie byli zaproszeni Tybetańczycy, żadnej z nich nie ratyfikowali.

## Europejczycy w Tybecie

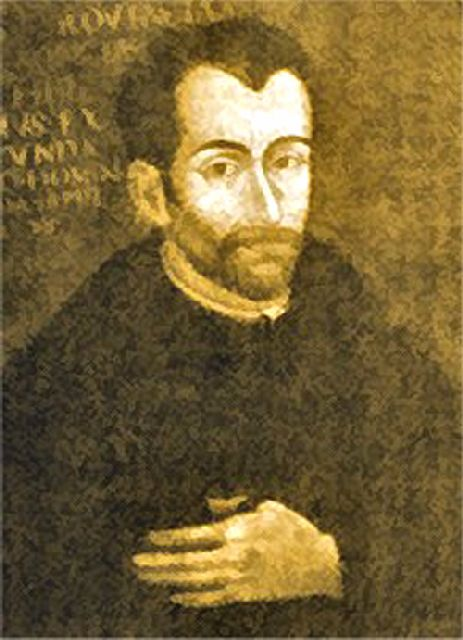
Portugalski misjonarz António de Andrade (1580–1634), który jako pierwszy z Europejczyków podał prawdziwe informacje o Tybecie

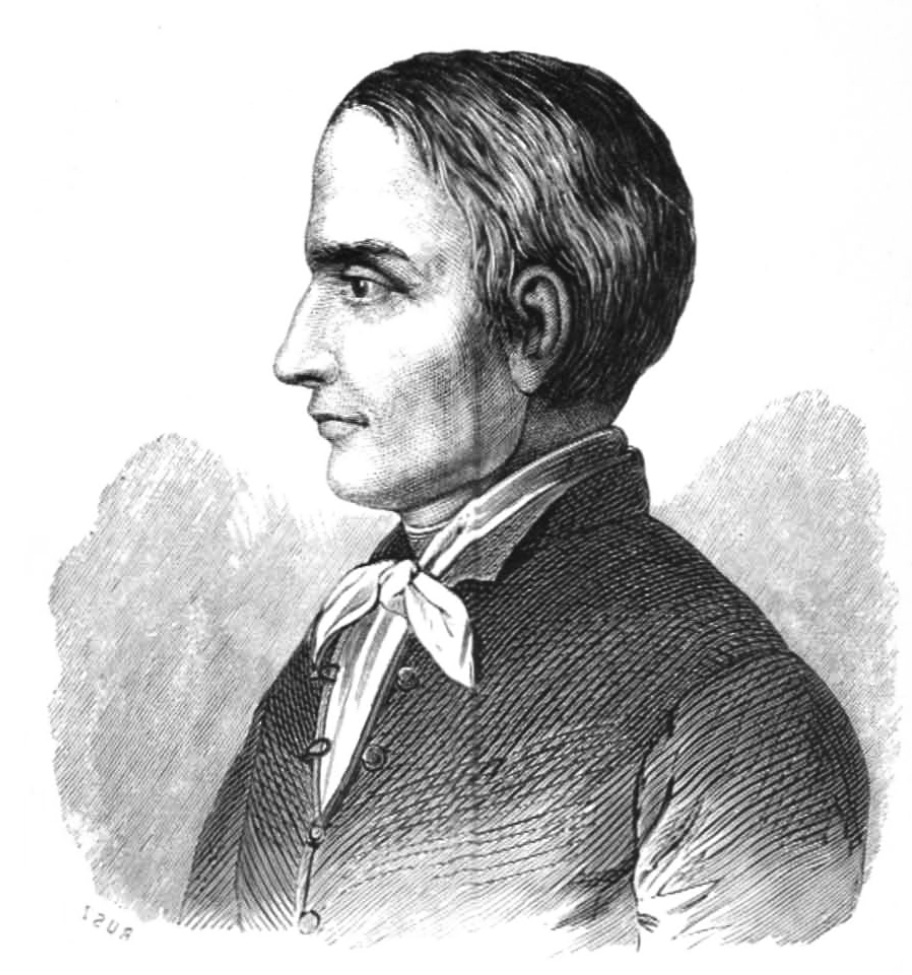
Sándor Kőrösi Csoma

Do początku XX wieku na ziemie tybetańskie dotarło bardzo niewielu Europejczyków. Pierwszym był franciszkanin Odoryk de Pordenone, który odwiedził Tybet w poł. XIV wieku i otrzymał od chana pozwolenie na osiedlenie się franciszkanów w Tybecie. Jednak sporo jego informacji o tym kraju jest dość fantastycznych, dlatego do pozostałych trzeba podchodzić ostrożnie. Pierwsze autentyczne informacje o Tybecie podał na pocz. XVII w. portugalski misjonarz António de Andrade. Natomiast do Lhasy przybyli z Europy jako pierwsi jezuici Johannes Grüber z Austrii i Albert Dorville z Belgii, którzy odwiedzili stolicę Tybetu w r. 1661. W XVIII wieku przybywało do Tybetu coraz więcej misjonarzy jezuickich, kapucyńskich i in. Z początku łatwo im było zakładać misje, ale z czasem napotykali na coraz większy opór lamów. Ostatecznie w r. 1745 misjonarze zostali z Tybetu usunięci.

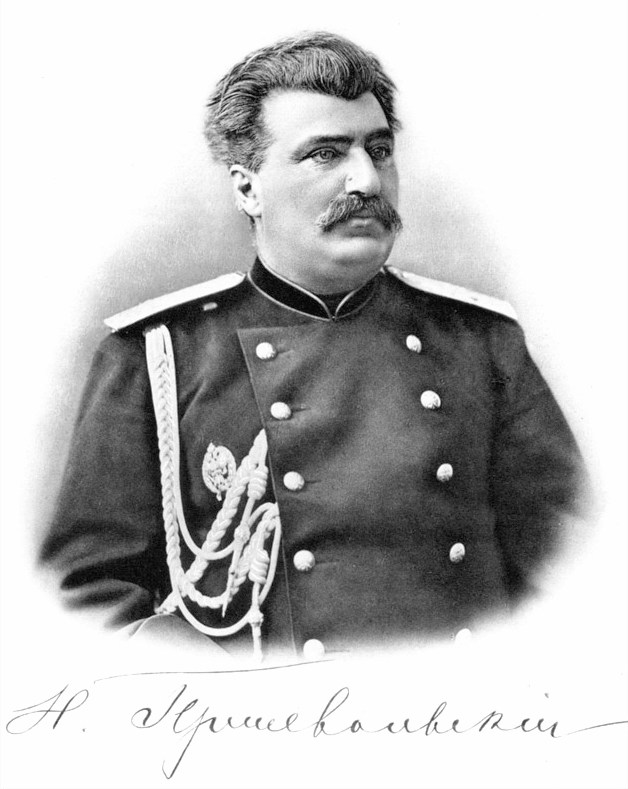
Nikołaj Przewalski

W roku 1774 do Xigazê przybył szkocki dyplomata George Bogle, aby reprezentować interesy Kompanii Wschodnioindyjskiej. Sprowadził do Tybetu m.in. ziemniaki. Mniej więcej od poł. XIX w. próbowali badać Tybet Brytyjczycy i Rosjanie, a także Amerykanie, Francuzi i Skandynawowie. Jednak badania te były motywowane głównie politycznie, a mniej naukowo. W roku 1840 do Tybetu przybył Węgier, Sándor Kőrösi Csoma, który miał nadzieję, że znajdzie tam informacje o pochodzeniu Węgrów. Był pionierem tybetologii, spędził w klasztorach siedem lat, studiując język, religię, pisma i obrzędy buddyzmu tybetańskiego. Stworzył słownik tybetańsko-angielski i gramatykę języka tybetańskiego.
Ale od pocz. XIX w. Tybet stawał się miejscem coraz bardziej nieprzyjemnym dla cudzoziemców, głównie dlatego, że stawał się elementem tzw. Wielkiej Gry, czyli sporu o wpływy w Azji między Imperium Brytyjskim a Imperium Rosyjskim. Z tego powodu każdy cudzoziemiec był podejrzewany przez przedstawicieli jednego mocarstwa o to, że w jakiś sposób pracuje na rzecz drugiego z nich. Poza tym, w latach 50. władze Tybetu zamknęły granice dla cudzoziemców. Mimo to, w latach 60. Brytyjczycy w sekrecie sporządzali mapy kraju, wysyłając specjalnie przeszkolonych Hindusów w przebraniu pielgrzymów lub kupców. Najsłynniejszy z nich, Nain Singh, obliczył długość i szerokość geograficzną Lhasy oraz naniósł na mapy bieg Yarlungu – tybetańskiego odcinka Brahmaputry. Pod koniec XIX w. Tybet badał rosyjski podróżnik Nikołaj Przewalski, a na przełomie XIX i XX w. – geograf szwedzki Sven Hedin.

### Inwazja brytyjska

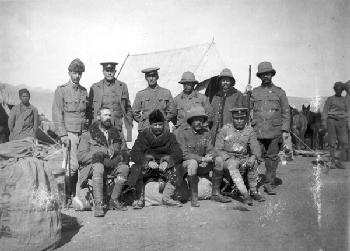
Ekspedycja Younghusbanda w r. 1904

Gdy pod koniec XVIII wieku Tybet walczył z Nepalem, zdecydował się zerwać wszelkie kontakty z Brytyjczykami, podejrzewając, że imperium wspiera Gurkhów. Z biegiem czasu Brytyjczycy zaczęli się obawiać, że Rosjanie mogą próbować realizować w Tybecie swoje interesy i zdobyć kontrolę nad tym krajem, który de facto sąsiadował z ziemiami należącymi do Imperium Brytyjskiego (na południu sąsiadował z Sikkimem, który był wasalem Indii). Zatem Brytyjczycy zaczęli dbać o swoje interesy w Tybecie. Na początek chcieli nawiązać stosunki handlowe, ale gdy spostrzegli, że kontakty z ambanami nie dają oczekiwanych rezultatów, zaczęli myśleć o bezpośrednich kontaktach z władzami tybetańskimi – bez udziału urzędników chińskich.

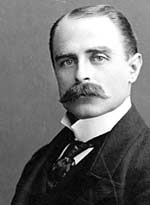
Francis Younghusband (1863–1942)

Zwolennik polityki ofensywnej, wicekról Lord Curzon, postanowił, że wyśle do Tybetu ekspedycję, która miała negocjować przebieg granicy tybetańsko-sikkimskiej, a naprawdę jej celem było zapobieżenie temu, aby Tybetańczycy nawiązywali kontakty z Rosjanami. Wyprawa wyruszyła w roku 1903, a na jej czele stanął płk Francis Younghusband. Ekspedycja licząca ok. 100 żołnierzy postawiła obóz w Gampadzong i zażądała rozmowy z tybetańskimi urzędnikami. Chiński minister spraw zagranicznych oznajmił wówczas, że Tybet podlega rządowi chińskiemu – i było to pierwsze stwierdzenie, jasno stawiające sprawę zależności Tybetu od Chin. Po kilku miesiącach bezowocnych rozmów ekspedycja ruszyła dalej i 11 kwietnia 1904 roku dotarła do Gyangzê. Następnie zaczęła posuwać się w kierunku Lhasy, do której dotarła na początku sierpnia. Drogę zajechali jej tybetańscy żołnierze, którzy jednak nie stanowili większego niebezpieczeństwa dla dobrze uzbrojonych i wyszkolonych Brytyjczyków.
Ale zanim Brytyjczycy weszli do Lhasy, XIII Dalajlama uciekł przed nimi do Urgi (dzis. Ułan Bator), do Bogdo-gegena – ostatniego chana Mongołów – a Chińczycy zawiesili mu jego uprawnienia. Younghusband zaczął rozmawiać z urzędnikami tybetańskimi, z którymi 7 września 1904 roku podpisał tzw. umowę lhaską. Zgodnie z nią Tybet m.in. zobowiązywał się, że zapewni swobodę handlu Brytyjczykom i Hindusom bez konieczności płacenia przez nich cła, że nie będzie zawierać umów z innymi mocarstwami bez zgody Brytyjczyków, a w Gyangzê i Ganthoku będą założone placówki handlowe. Dwa lata później zawarto z kolei umowę brytyjsko-chińską, w której przyrzekali, że nie anektują Tybetu i że nie będą wtrącać się w zarządzanie tym krajem. Umowa dawała też Brytyjczykom kontrolę nad tybetańskimi drogami. Zaś w r. 1907 Brytyjczycy i Rosjanie umówili się, że nie będą wchodzić w negocjacje z Tybetem inaczej, jak za pośrednictwem rządu chińskiego, przez co uznały zwierzchnictwo Chin nad Tybetem (umowa ta była częścią porozumienia z 1907 r., które kończyło rywalizację Rosji i Anglii, a tym samym tworzyło Ententę).
Chińska władza, która uważała brytyjskie działania jako przejaw chęci zawładnięcia Tybetem, zaczęła znów zabiegać o zwiększenie swoich wpływów w tym kraju. Gdy XIII Dalajlama przybył w 1908 roku do Pekinu, Chińczycy pozwolili mu wrócić do Tybetu i zobowiązali się do pomocy w jego próbach modernizacji kraju. Wysłali jednocześnie doświadczonego dyplomatę Lianyu jako ambana, aby wprowadzić kilka reform, które zwiększą prestiż cesarza w Tybecie. Starali się wywierać wpływ polityczny również i w innych częściach kraju. W ten sposób przygotowywali grunt do wejścia wojska. 10 lutego 1910 roku do Lhasy weszło ok. 2 tys. chińskich żołnierzy, a dalajlama uciekł na nową emigrację – do Indii.

## Tybet w latach 1912–1951

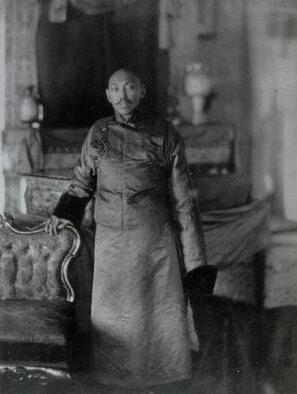
XIII Dalajlama Thubten Gjaco

W październiku 1911 roku wybuchła w Chinach tzw. rewolucja Xinhai, w wyniku której upadła dynastia Qing. 1 stycznia 1912 roku ogłoszono powstanie Republiki Chińskiej. XIII Dalajlama Thubten Gjaco wrócił do Tybetu z emigracji z Indii. Podczas gdy Chinami wstrząsał polityczny i społeczny kryzys, dalajlama zabiegał o pomoc międzynarodową w celu modernizacji kraju. Zdezorientowany garnizon chiński w Lhasie coraz częściej wdawał się w utarczki z Tybetańczykami, aż wreszcie w sierpniu 1912 roku zawarto porozumienie, zgodnie z którym do stycznia roku 1913 Tybet opuściły wszystkie wojska i urzędnicy łącznie z ambanem. Na początku tego miesiąca dalajlama wydał deklarację niepodległości. 11 stycznia 1913 zawarto traktat o przyjaźni i współpracy między Tybetem a Mongolią, która była pierwszym konkretnym znakiem faktycznej niezależności Tybetu po upadku dynastii Qing, oraz pierwszą umową, jaką zawarły między sobą dwie byłe części dawnego Cesarstwa Chin bez pośrednictwa administracji centralnej Cesarstwa.
W roku 1914 Tybet, Chiny i Wielka Brytania zaczęły negocjacje w sprawie określenia statusu Tybetu i granic między Tybetem a Indiami. Negocjacje zakończyły się tzw. umową z Simla. Dzielono w niej Tybet na tzw. Zewnętrzny i Wewnętrzny, przy czym pierwszy z nich obejmował obszar odpowiadający mniej więcej dzisiejszemu Tybetańskiemu Regionowi Autonomicznemu. Umowa uznawała zwierzchność Chin nad Tybetem Zewnętrznym (stawał się on chińskim protektoratem), ale chiński rząd miał powstrzymać się od ingerowania w działanie jego administracji. Tybet Wewnętrzny (większość prowincji Kham i prowincja Amdo) miał zostać integralną częścią Republiki Chińskiej. Umowa nie weszła w życie, bo Chiny i Tybet nie porozumiały się w sprawie granicy. Wtedy przedstawiciele Tybetu i Wielkiej Brytanii podpisali umowę jako bilateralną.
Granica między Chinami a Tybetem nie została więc ostatecznie ustalona. Poza regionem określonym w umowie z Simli jako Tybet Zewnętrzny, Tybet okresowo kontrolował zachodnią część prowincji Kham (zdobył ją w 1918 roku) i prowincję Amdo (stanowiła ona większość chińskiej prowincji Qinghai).
Granica między Indiami i Tybetem miała od tej pory przebiegać na tzw. Linii McMahona. Brytyjczycy zaanektowali dystrykt Tawang – obszar między Bhutanem a Birmą – otrzymując w zamian od Chin obietnicę, że nie włączy Tybetu w granice Republiki. Jest to obszar dzisiejszego stanu indyjskiego Arunachal Pradesh. Po zajęciu Tybetu przez Chiny w 1951 roku, Chińczycy domagają się zwrotu tego stanu.
Jeśli zaś chodzi o władze Tybetu, na czele kraju stał dalajlama, a ministrowie tworzyli radę (kaszag, której przewodził premier – silon. Najwyżsi mnisi wchodzili w skład rady mnichów (jigtsang), a organem ustawodawczym był parlament – Congdu.
Mimo że formalnie Tybet pozostawał protektoratem Chin, de facto był niepodległym państwem aż do inwazji w roku 1950. Chiny miały wówczas poważniejsze problemy – panowanie klik wojskowych (tzw. militarystów), wojna domowa (od 1927 roku) i najazd japoński. Ale Tybet utrzymywał bardzo ograniczone kontakty ze światem. Lhasa była miastem zamkniętym dla cudzoziemców. Bardzo niewiele rządów uznawało niepodległość Tybetu – rząd chiński od czasu do czasu potwierdzał swoją zwierzchność nad tym krajem. Większe zainteresowanie Chińczyków Tybetem przyszło w r. 1927 – wraz z dojściem do władzy Kuomintangu. W roku 1930 Tybet i Mongolię ogłoszono „organicznymi częściami Republiki Chińskiej”. W tym samym roku Tybetańczycy najechali niekontrolowaną przez siebie część chińskiej prowincji Qinghai i wschodnią część prowincji Kham (region Xikang). W 1932 roku armia złożona z Chińczyków Han i z muzułmanów pokonała wojska tybetańskie i zajęła większość prowincji Qinghai. Wtedy dalajlama poprosił Brytyjczyków o pośrednictwo w negocjacjach pokojowych. Pokój podpisano w r. 1933.
W grudniu 1933 roku umarł probrytyjsko nastawiony XIII Dalajlama. Władzę objął regent. Chińczycy postanowili wykorzystać tę sytuację i w r. 1934 wysłali do Tybetu misję wojskową pod dowództwem gen. Huang Musonga. Misja ta założyła w Lhasie stałą agenturę, która miała pilnować granicy chińsko-tybetańskiej.
W roku 1935 w małej wsi w prowincji Amdo urodził się Lhamo Thondup. W roku 1937 został uznany za wcielenie XIII Dalajlamy i został XIV Dalajlamą, przyjmując imię Tenzin Gjaco.

## Chińska aneksja Tybetu
Stosunki między Tybetem a Chinami zmieniły się radykalnie, gdy wojnę domową w Chinach wygrali komuniści, a Mao Zedong ogłosił 1 października 1949 roku powstanie ChRL. Jeszcze przed zwycięstwem komunistów, władze tybetańskie na czele z regentem Tagdag-rinpoche, widząc, na co się zanosi, wydaliły z Tybetu wszystkich Chińczyków powiązanych z rządem, mimo protestów zarówno ze strony komunistów, jak i Kuomintangu. Zaś 4 listopada ogłosiły formalną niezależność Tybetu, a do głównych światowych mocarstw wysłały misje, które miały zabiegać o uznanie niezależności państwa. Chiny sprzeciwiły się tym działaniom i wysłały do Tybetu wojsko, które miało użyć koniecznych środków do tego, aby włączyć Tybet do ChRL. Władze Tybetu zaś jeszcze tego roku złożyły za pośrednictwem Wielkiej Brytanii wniosek o przyjęcie do ONZ.
W październiku 1950 roku jednostki Chińskiej Armii Ludowo-Wyzwoleńczej weszły do Tybetu, aby „chronić trzy miliony Tybetańczyków przed imperialistycznym uciskiem i zapewnić ochronę zachodniej granicy Chin”. Wojsko tybetańskie nie było w stanie powstrzymać inwazji. W powstałej sytuacji rząd Tybetu nie miał innego wyjścia, jak wysłać do Pekinu delegację, która miałaby negocjować na temat dalszej przyszłości Tybetu. Podczas rozmów stronę tybetańską reprezentował Ngapo Ngałang Dzigme, a chińską – Li Weihan. Wynikiem było 17-punktowe porozumienie, podpisane 23 kwietnia 1951 roku. Między innymi, przyznawano w nim Tybetowi autonomię, ale kraj miał zostać integralną częścią ChRL.
17 listopada 1950 roku (czyli dwa lata wcześniej niż planowano) intronizowano XIV Dalajlamę.
W ten sposób Chińczycy zawładnęli strategicznie ważnym regionem, który już w przeszłości nieraz znajdował się pod chińską zwierzchnością, a teraz stał się strefą buforową między Chinami a niepodległymi od 1948 roku Indiami. Władca Tybetu, młody Tenzin Gjaco, po chińskiej aneksji został marionetkową głową kraju. We wrześniu 1954 roku uczestniczył – wspólnie z X Panczenlamą Czokji Gjalcenem – w posiedzeniu Ogólnochińskiego Zgromadzenia Przedstawicieli Ludowych. Obaj zostali wybrani na wysokie stanowiska.
29 kwietnia 1954 roku Indie podpisały porozumienie z Chinami, w którym uznały ich suwerenność nad Tybetem. Rok później powołany został Komitet Przygotowawczy dla ustanowienia Tybetańskiego Regionu Autonomicznego, który znacznie uszczuplił władzę Dalajlamy.
Od samego początku było oczywiste, że aneksja Tybetu do komunistycznych Chin będzie oznaczać starcie dwóch przeciwstawnych systemów społecznych. Dlatego początkowo Chińczycy nie naciskali na traktowanie wprowadzania reform społecznych jako priorytetu. Wręcz przeciwnie – w latach 1951–1959 wciąż funkcjonowało tradycyjne społeczeństwo tybetańskie z wielką własnością ziemską i obszarnikami. Mimo obecności 20 tys. żołnierzy armii chińskiej, rząd tybetański nie miał przeszkód w zachowywaniu ważnych symboli z okresu de facto niepodległości.
Jednak Chińczycy szybko znieśli niewolnictwo i tybetański system pańszczyźniany. Skasowali wiele uciążliwych podatków, zaczęli roboty społeczne, znacznie zredukowali bezrobocie i żebractwo. Zakładali szkoły świeckie, łamiąc monopol klasztorów na edukację. Zainstalowali też bieżącą wodę i elektryczność w Lhasie. Właśnie takie działania skłoniły Tybetańczyków do podpisania umowy w roku 1951 – ale innymi argumentami „za” był też brak wsparcia ze strony innych państw oraz nacisk militarny.
Ale była też i druga strona medalu. Na przykład, w prowincji Kham, wyłączonej z obszaru jurysdykcji władz tybetańskich (wschodni Kham, dawniej Xikang, dołączono do Syczuanu, zachodni Kham – do Zarządu Wojskowego Chamdo), przeprowadzono reformę rolną. Jej nieodłącznym elementem były tzw. „sesje walki” przeprowadzane przez komunistycznych agitatorów, którzy publicznie upokarzali podczas nich obszarników (często sami arbitralnie sobie ich „wybierali” spośród ludności). Łączyło się to z torturami, a czasem kończyło śmiercią.
Lud tybetański, zaniepokojony sytuacją, zaczął opierać się zbrojnie przeciw chińskiej władzy, a zwłaszcza przeciw metodom wprowadzania reform. Wystąpienia rozpoczęły się w początku 1956 roku w Kham i w Amdo. Mimo że te wystąpienia zostały stłumione, następne wybuchały coraz powszechniej w centralnym i zachodnim Tybecie. Partyzanci otrzymywali wsparcie od CIA, łącznie ze szkoleniem wojskowym i zrzutami lotniczymi. W tym czasie w USA Amerykańskie Stowarzyszenie na rzecz Wolnej Azji (finansowane przez CIA) energicznie propagowało powody tybetańskiego oporu – kluczową rolę w Stowarzyszeniu odgrywał starszy brat XIV Dalajlamy, Thupten Norbu. Drugi starszy brat, Gjalo Thondup, zajął się operacją wywiadowczą już w 1951 roku. Później przekształcił ją w partyzantkę, której członkowie byli szkoleni przez CIA i zrzucani na spadochronach do Tybetu.
Wielu tybetańskich komandosów i agentów, których CIA zrzucało do kraju, było przywódcami arystokratycznych klanów lub synami przywódców. O 90% tych ludzi już nigdy więcej nie usłyszano – zgodnie z raportami CIA – co oznacza, że zostali złapani i zabici. Wielu lamów i członków klasy wyższej przyłączyło się do partyzantki, ale większość ludu pozostała bierna, z góry zakładając niepowodzenie. W roku 1998 tybetański ruch oporu przyznał oficjalnie, że w latach 60. otrzymał od CIA miliony dolarów, aby wysyłać uzbrojone oddziały, których celem było sabotowanie maoistowskiej rewolucji kulturalnej.
W końcu roku 1956 XIV Dalajlama wyjechał do Indii, aby wziąć udział w najważniejszym święcie buddyjskim Vesak; spotkał się tam z Jawaharlalem Nehru, z którym rozmawiał o możliwości azylu w Indiach.
Największą próbą obalenia chińskiej władzy w Tybecie było powstanie. Za oficjalną datę jego wybuchu przyjmuje się 10 marca 1959 roku – gdy Tybetańczycy otoczyli pałac dalajlamy, reagując na sygnały świadczące o próbach uprowadzenia ich władcy przez Chińczyków – mimo że wojska chińskie walczyły z partyzantką już od końca 1958 roku. Powstanie trwało do roku następnego i zostało krwawo stłumione – oficjalnie mówi się o ok. 87 tys. ofiar, ale mogło to być dużo więcej.
17 marca, tuż po wybuchu powstania, XIV Dalajlama wraz z innymi wysokimi urzędnikami uciekł do Indii, osiedlając się w Dharamsali w stanie Himachal Pradesh. Po nim uciekło do Indii jeszcze 80 tys. osób. W roku 1959 ustanowiono naczelne władze na emigracji – Centralny Rząd Tybetański. Dalajlama natomiast uznał umowę chińsko-tybetańską z 1951 roku za nieważną, uzasadniając to tym, że do jej podpisania „lud i władze tybetańskie zostały zmuszone groźbą napaści zbrojnej”. W następstwie tych posunięć XIV Dalajlama został przez władze chińskie ogłoszony zdrajcą, a w Tybecie przyspieszono wprowadzanie reform „na sposób chiński”.

## Tybet pod administracją chińską

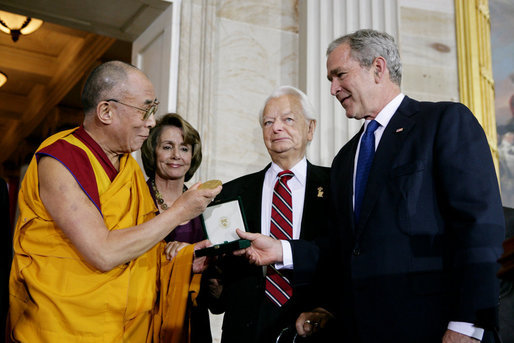
XIV Dalajlama podczas spotkania z George’em Bushem w roku 2007

1 września 1965 roku obszar znajdujący się pod bezpośrednią kontrolą dalajlamów w latach 1910–1959 (Ü-Cang i zachodni Kham) został przekształcony w Tybetański Region Autonomiczny. Zawiera on tylko zachodnią i południową część, czyli tylko połowę historycznego Tybetu – Amdo i wschodni Kham zostały rozdzielone między prowincje Gansu, Syczuan, Qinghai i Junnan. Autonomia oznaczała, że szef władz będzie rodowitym Tybetańczykiem, jednak rzeczywista władza znajduje się w rękach pierwszego sekretarza Komitetu Tybetańskiego Regionu Autonomicznego Chińskiej Partii Komunistycznej, który nigdy nie był Tybetańczykiem. Rola rodowitych Tybetańczyków na wyższych szczeblach partii pozostaje ograniczona.
W czasach rewolucji kulturalnej, ale też i wcześniej, niszczono buddyjskie klasztory i inne pomniki kultury, palono książki, a Tybetańczyków poddawano represjom. Tylko w latach 1959–1961 zniszczono ponad 6000 klasztorów. W połowie lat 60. odbierano klasztorom ziemie i wprowadzano szkolnictwo świeckie. Po rewolucji kulturalnej pozostało tylko kilka klasztorów, najważniejszych pod względem religijnym i kulturalnym, a tysiące mnichów było zabijanych, torturowanych i więzionych. Odprężenie nastąpiło dopiero w r. 1978, gdy władze chińskie (Deng Xiaoping) przyjęły bardziej liberalną politykę wobec Tybetu (i całych Chin). Od tej pory znów można było prowadzić księgarnie, polepszył się stan kształcenia ogólnego i opieki zdrowotnej, zapoczątkowano odnowę klasztorów i udostępniono Tybet turystom.
W roku 1989 X Panczenlama zmarł na atak serca. Jako XI Panczenlamę rozpoznano Genduna Czokji Nimę. Jednak chłopiec wkrótce zniknął, a Chińczycy mianowali własnego panczenlamę, Gjalcena Norbu, którego jednak Tybetańczycy nie uznają. Miejsce pobytu XI Panczenlamy jest nieznane i nie wiadomo nawet, czy żyje.
W końcu lat 80. rozpoczął się dialog między tybetańskim rządem emigracyjnym a władzami chińskimi. W roku 1987 XIV Dalajlama ogłosił w Waszyngtonie, że nie domaga się niezależności Tybetu, ale przynajmniej przestrzegania praw człowieka w swoim kraju, zatrzymania osiedlania chińskich rodzin i zwiększenia ochrony środowiska naturalnego Tybetu. Chińczycy odrzucili te prośby, co wzburzyło obywateli Lhasy, którzy wzniecili otwarte protesty. Przedłużały się one do następnego roku, gdy zostały stłumione. Pomimo wielu ofiar po obu stronach i tysięcy aresztowanych, Chińczycy określili te wystąpienia jako protesty grupki niespokojnych obywateli. W roku 1988 dalajlama wyrzekł się prób przywrócenia niepodległości Tybetowi. Jego działania skupiają się przede wszystkim na pilnowaniu przestrzegania praw człowieka i statusu Tybetu w ramach Chińskiej Republiki Ludowej.

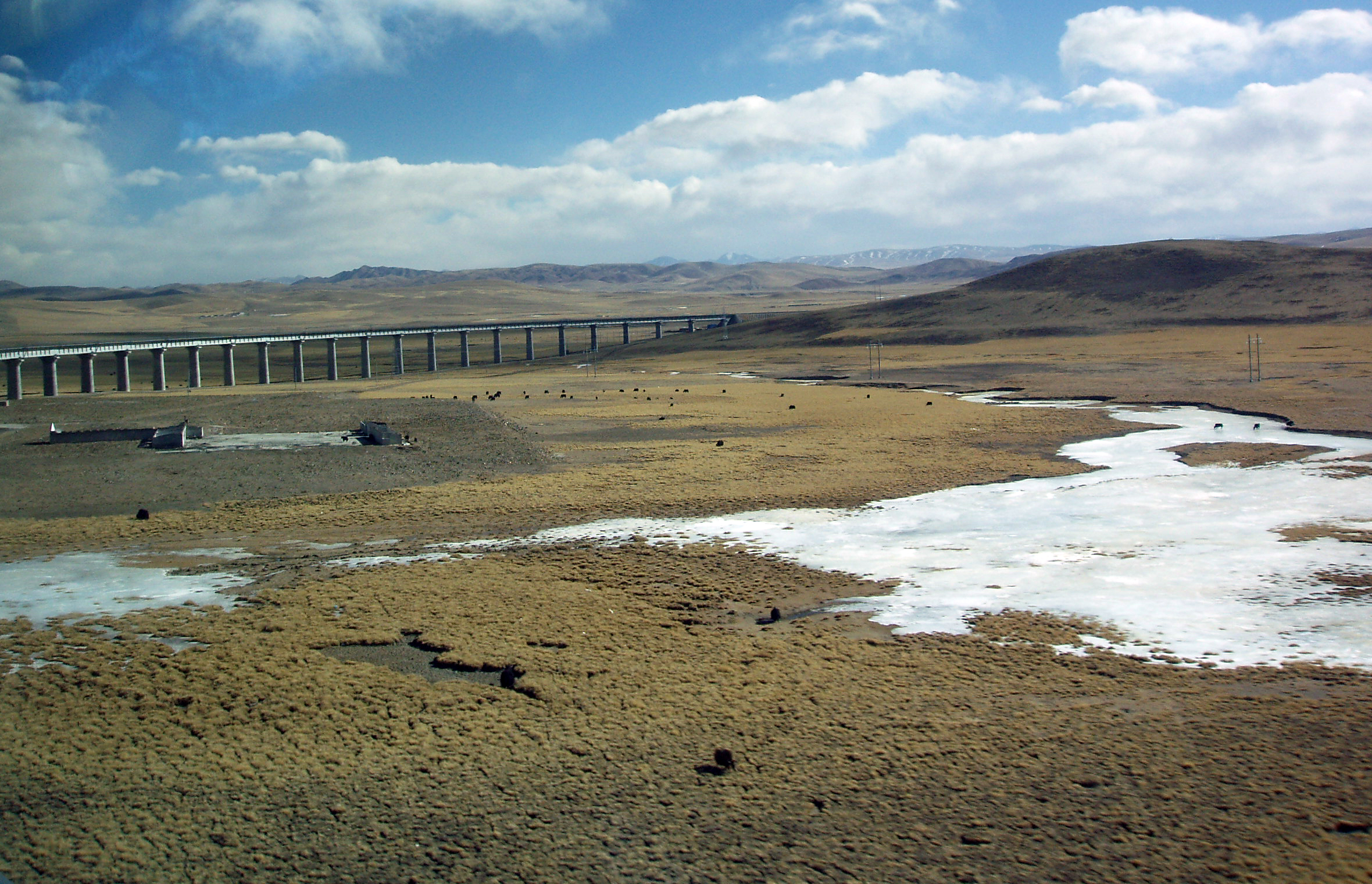
Jeden z mostów stalowych na trasie kolejowej Golmud-Lhasa (zdj. z roku 2007)

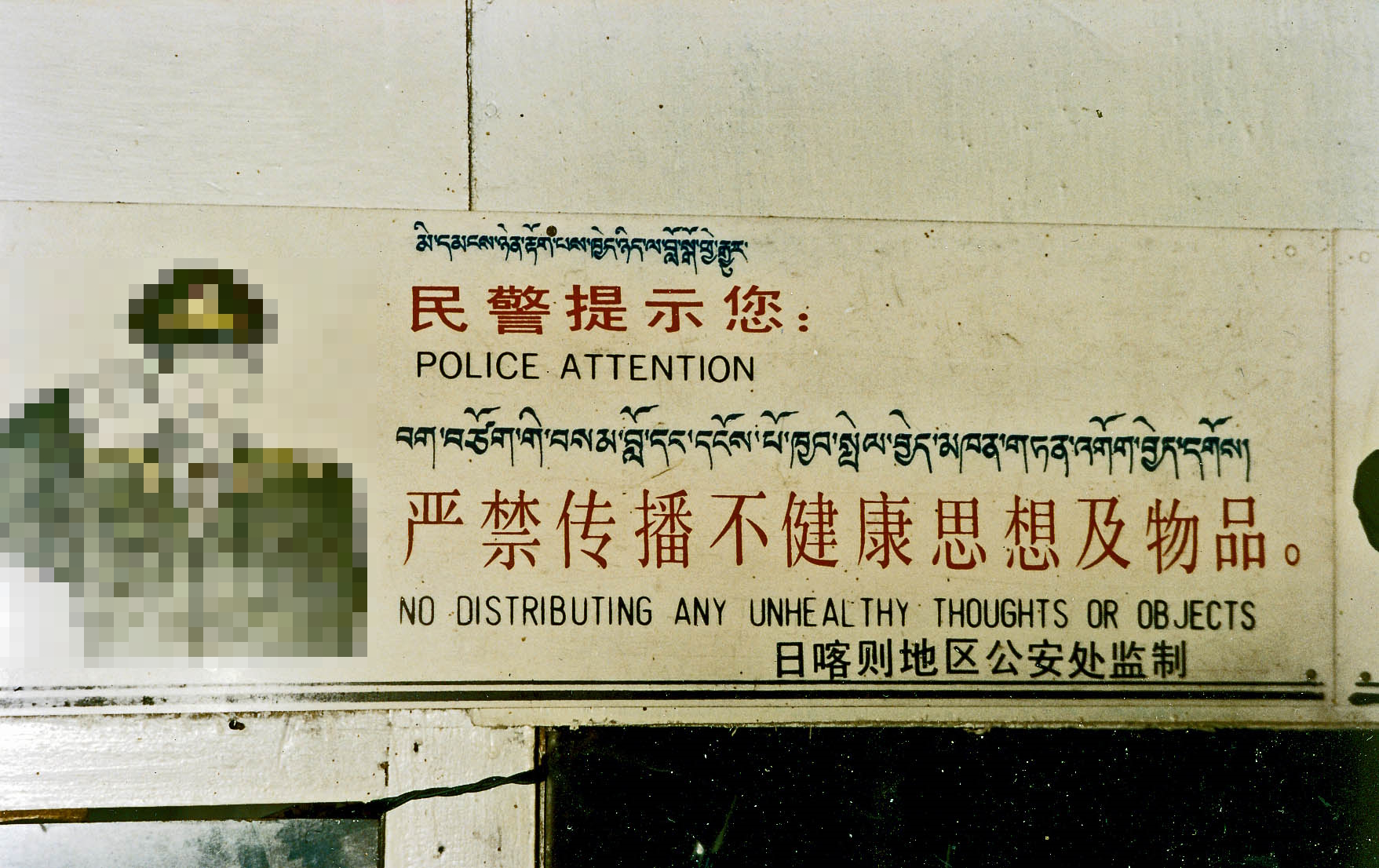
Tablica w budynku w jednym z miast tybetańskich, przypominająca o wszechobecnej kontroli, 1993.

Po wybuchu dalszych niepokojów w roku 1989 ogłoszono w Tybecie stan wojenny. Cudzoziemcom zabroniono wstępu na trzy lata. Zakaz został odnowiony w r. 1992, choć w łagodniejszej formie: na wjazd do kraju trzeba dostać wizę. Również w roku 1989 XIV Dalajlama otrzymał Pokojową Nagrodę Nobla. Na początku roku 1990 prezydent Czechosłowacji Vaclav Havel zaprosił dalajlamę do złożenia wizyty w Pradze, a zaproszenie zostało przyjęte. Havel jako pierwsza głowa państwa na świecie zaprosił oficjalnie XIV Dalajlamę – do tej pory państwa wstrzymywały się przed tym gestem, obawiając się reperkusji ekonomicznych ze strony Chin (wiele rządów uznaje zwierzchnictwo Chin nad Tybetem, ale żaden nie uznaje władz Tybetu na emigracji). W latach 90. XIV Dalajlama spotkał się z najważniejszymi głowami państw świata, w tym z prezydentami USA, z którymi rozmawiał o sprawach Tybetu. Walka Tybetańczyków o lepsze warunki życia wciąż trwa: w r. 1996 głodówka sześciu członków Kongresu Młodzieży Tybetańskiej w Indiach zakończyła się atakiem policji, przy czym jeden z Tybetańczyków dokonał samospalenia.
W roku 2006 otwarto linię kolejową Golmud-Lhasa, która łączy Chiny z Tybetem. Jest to najwyższy na świecie szlak kolejowy.
W roku 2008 wybuchły kolejne protesty przeciw rządom chińskim w Tybecie. Chińczycy zareagowali ostro, zabraniając mieszkańcom wyjazdu z Tybetu i ograniczając wjazd do kraju. Odpowiedź międzynarodowa była również ostra, łącznie ze słowami potępienia ze strony rządów i z demonstracjami (także tymi, które popierały działania chińskie).
Obecnie rząd tybetański na uchodźstwie rezyduje w indyjskiej Dharamsali. Jego głowa, XIV Dalajlama, oprócz kierowania rządem, zajmuje się wygłaszaniem wykładów i pisaniem książek.